# Personaggi di Miraculous - Le storie di Ladybug e Chat Noir
La seguente è una lista dei personaggi della serie televisiva Miraculous - Le storie di Ladybug e Chat Noir.

## Personaggi principali

### Marinette Dupain-Cheng / Ladybug
Doppiata in francese da Anouck Hautbois e in italiano da Letizia Scifoni.
Marinette Dupain-Cheng è una ragazza di 13 anni (nella prima stagione), 14 anni (dall'episodio Befana), e 15 anni (dalla sesta stagione); è studentessa nella classe della signorina Bustier e aspirante stilista. È in parte cinese (dalla madre), francese (dal nonno paterno) e italiana (dalla nonna paterna), ha i capelli corvini con riflessi blu notte raccolti in due codini e gli occhi azzurri. È gentile, altruista e talvolta imbranata e drammatica, in particolare in amore, ma è estremamente intelligente e un'eccellente designer.
All'inizio del quarto anno di scuola media è selezionata da Wang Fu come portatrice del Miraculous della Coccinella e padrona del relativo Kwami, Tikki. Grazie al suo potere si trasforma in una supereroina a tema coccinella per combattere i supercattivi creati da Papillon e proteggere Parigi sotto il nome di Ladybug. Nei panni di Ladybug, indossa una tuta e una maschera rossa a pois e diventa più seria e sicura di sé. La sua arma è uno yo-yo con un cavo infinito, che usa per avvolgere qualsiasi cosa anche per spostarsi (i suoi movimenti ricordano l'Uomo Ragno) e il suo potere speciale è il "Lucky Charm", che le permette di creare l'oggetto adatto a risolvere la situazione e sconfiggere il cattivo di turno. Una volta risolto il problema, grazie al potere del "Miraculous Ladybug" può ripristinare le cose come erano prima dell'apparizione del malvagio o del pericolo e riparare tutti i danni. Ladybug solitamente crea un Lucky Charm specifico per un pericolo specifico che sta affrontando in quel momento e non può creare un Lucky Charm se il pericolo non c'è più. Il suo yo-yo è in grado di catturare e purificare Akuma e Amok dal potere dei Miraculous della Farfalla e Pavone; può anche conservare oggetti e fungere da telefono e comunicatore.
Marinette ha temporaneamente usato due volte il Miraculous del Gatto Nero per diventare Lady Noire (in Reflekdoll e Passione) e ha usato il Miraculous del Topo per diventare Multimouse, unendolo poi con il Miraculous della Volpe per diventare Multifox (in originale Multirouge), con il Miraculous della Coccinella per diventare Multibug e con il Miraculous del Gatto Nero per diventare Multinoir (il tutto in Acchiappakwami). Ha anche unito il suo Miraculous con quello del Drago per diventare Dragon Bug (in Miracle Queen (La Battaglia dei Miraculous - Parte 2)), con quello dell'Ape per diventare Lady Bee (in Optigami), con quello del Cavallo per diventare Pegabug (in Senti-Sparabolle), con quello del Cavallo e con quello del Coniglio per diventare Pennybug (in Strikeback) e con quello del Gatto Nero per diventare Bug Noire (in Conformazione (L'ultimo giorno - Parte 1)). In Miraculous World: Paris, les aventures de Toxinelle et Griffe Noire unisce il Miraculous della Coccinella con il Miraculous della Farfalla (proveniente dal 2º Universo) per diventare Ladyfly. Nello speciale di Londra Ladybug cambia temporaneamente il suo outfit usando il Miraculous della Coccinella preso nelle origini con l'aiuto di Bunnix del presente, per trasformarsi in Chronobug in modo per combattere Timestalker / Pilleur Fantome.
Nello stesso periodo stringe amicizia con Alya Césaire e si innamora di Adrien Agreste, entrambi suoi compagni di classe. Tuttavia non è in grado di confidare a quest'ultimo i suoi sentimenti e si comporta in modo impacciato con lui. In seguito sviluppa anche un'attrazione per Luka Couffaine, che le si dichiara, nell'episodio Silencer. Intanto conosce di persona il maestro Fu, che progetta farla diventare il nuovo guardiano dei Miraculous, nell'episodio Viceversa. Tuttavia, una disattenzione della ragazza però permette a Papillon di rintracciare e mettere alle strette Fu, nel finale della terza stagione, che decide di passarle il ruolo di guardiano, nell'episodio Miracle Queen (La Battaglia dei Miraculous - Parte 2). Dopo esser diventata la guardiana, Ladybug ottiene la capacità di evocare tutti i Miraculous della scatola dal suo yo-yo e di creare i "Magical Charm", portafortuna che proteggono chi li possiede dall'essere akumizzato, nell'episodio Mr. Piccione 72. D'altro canto le complicazioni nella sua vita da supereroe portano i suoi rapporti personali ad incrinarsi a causa dei segreti che deve mantenere. Finisce quindi per lasciarsi con Luka, rimanendo amici, nell'episodio Verità. Anche le iniziative con Adrien ne risultano inibite. Dopo decide di rivelare la sua identità ad Alya, che decide di aiutarla con i suoi doveri. Nella sesta stagione decide di regalare ad Alya un Kwagatama fatto da Tikki in modo che se mai dovesse succederle qualcosa il ciondolo magico le farà avere accesso a tutti suoi ricordi.
La sua cotta per Adrien permette a Félix di sottrarle i Miraculous custoditi nello yo-yo e consegnarli a Falena Oscura, prima noto come Papillon, il quale diventa Monarch. Ciò la porta a reprimere i suoi sentimenti per lui e a respingerlo. Solo quando Tikki sceglie di passare il suo Miraculous ad Alya per liberarla dalle responsabilità Marinette riesce ad accettare ciò che prova. I due quindi iniziano una relazione, nonostante il Miraculous le sia restituito, che però trova opposizione nel padre di Adrien, Gabriel, che non la ritiene all'altezza del figlio. Poco dopo la fine dell'anno scolastico, durante l'operazione Alliance perfetto, scopre che Gabriel è Monarch e quale sia il suo obiettivo e lo combatte unendo il suo Miraculous con quello di Adrien, impossibilitato a combattere. Così si trasforma in Bug Noire e affronta Monarch, riuscendo a neutralizzarlo; quindi cerca di convincerlo ad abbandonare il suo piano e a redimersi. Gabriel approfitta della fiducia della ragazza e la paralizza con il Miraculous dell’Ape, sottraendole entrambi i gioielli. Dopo che il desiderio di Gabriel riscrive la realtà, Marinette continua a frequentare Adrien e affida tutti i Miraculous ai rispettivi portatori prima occasionali. A causa dell'inganno del cugino di Adrien, Félix, i Miraculous che proteggeva sono caduti nelle mani di Gabriel alla fine della quarta stagione che poi riesce a recuperarli alla fine della quinta stagione ma capendo quanto sia pericoloso averli tutti insieme decide di affidarli definitivamente ai loro portatori.
Ha rischiato diverse volte di venire lei stessa akumizzata, ma è sempre riuscita a respingerla per fortuna o altro, qualche volta l'Akuma li ha permesso di mettersi a contatto con Papillon / Monarch per quasi akumizzarla in (Princess Justice, Rivelatrice e Panico). L'unica volta in cui è stata trasformata dal potere del Miraculous della Farfalla è stato quando venne kamikotizzata da Betterfly in Ladybiquity, con il potere di viaggiare tra le dimensioni.
Ladybug, ha ricevuto dal maestro Fu 7 potenziamenti, di cui finora ha usato quello dell'Acqua, del Ghiaccio e quello Spaziale diventando Aqua Bug, Lady Ice e Cosmobug.
Gli unici a sapere della sua identità segreta sono: i Kwami della Miracle Box cinese, Alix, Alix del futuro venticinquenne, Alix del futuro settantenne, i due Fluff del futuro, Tikki del passato, Marianne, Alya, Su-Han, Luka, Katami, Félix, Gabriel, Nathalie, poi a Marinette, Adrien, Tikki, Plagg e Nooroo del 2º Universo e in passato Wang Fu, Aeon, Adrien e Cerise.

### Adrien Agreste / Chat Noir
Doppiato in francese da Benjamin Bollen e in italiano da Flavio Aquilone.
Adrien Émile Gabriel Donatien Athanase Grassette Agreste è un ragazzo di 13 anni (nei primi episodi della prima stagione) 14 anni (dall'episodio Sparabolle), e 15 anni (dalla sesta stagione); è uno studente della classe della signorina Bustier al College François Dupont. È un ragazzo franco-britannico (francese da parte del padre e britannico da parte della madre), ha i capelli biondi e occhi verdi. Adrien proviene da una ricca famiglia essendo un famoso modello per un famoso marchio di abbigliamento Gabriel. Con quest'ultimo ha una relazione distante a causa della sua rigidità e che gestisce il più delle volte la sua vita. Di carattere si dimostra gentile, leale, sensibile e frequenta spesso il suo migliore amico Nino Lahiffe. Pratica la scherma e prende lezioni di cinese.
Gli è stato concesso dal maestro Fu il Miraculous del Gatto Nero, un anello che quando il Kwami Plagg si trova all'interno, può trasformarsi in Chat Noir, il principale partner di Ladybug. Nei panni di Chat Noir, i suoi capelli diventano leggermente più lunghi e leggermente di un biondo più scuro diventa più ribelle, spensierato e civettuolo. La sua arma è un bastone multifunzionale, che in particolare può allungarsi (come l'arma di Sun Wukong) o tornare indietro a mo' di boomerang e il suo potere speciale, il "Cataclisma", gli permette di distruggere e polverizzare qualsiasi cosa con cui entra in contatto e dalla sesta stagione evolverà il suo potere, ottenendo così il "Miraculous Chat Noir", per distruggere e cancellare i ricordi. Dall'inizio della serie ha una profonda cotta per Ladybug, ignaro che lei sia Marinette, che vede solo come un'amica. Ha temporaneamente una relazione con Katami Tsurugi, ma si lasciano perché il ragazzo continuava ad abbandonare i loro appuntamenti per via della sua doppia vita segreta. Nella quinta stagione inizia a innamorarsi di Marinette e intraprendere con lei una relazione che suo padre cercherà di sabotare in tutti i modi. Alla fine della quinta stagione e durante la sesta lui e Marinette possono apertamente vivere la loro relazione senza che altri interferiscano.
Adrien ha temporaneamente usato due volte il Miraculous della Coccinella per diventare Mister Bug (in Reflekdoll e Passione) e il Miraculous del Serpente per trasformarsi in Aspik (in Desperada). Ha anche unito il suo Miraculous con quello del Serpente per diventare Snake Noir (in originale Serpent Noir) (in Miracle Queen) e con quello del Coniglio per trasformarsi in Rabbit Noir (in originale Lapin Noir) (in Evoluzione). Nell'episodio Kuro Neko, cambia temporaneamente identità facendosi chiamare Chat Walker (in originale Patte De Velours). 
È stato akumizzato in due linee temporali cancellate: come Chat Noir, è diventato Chat Blanc (in Chat Blanc), che detiene il potere illimitato della distruzione e nella sua forma civile, è diventato Ephemeral (in Ephemeral), che ha la capacità di accelerare il tempo. In Miraculous World: Paris, les aventures de Toxinelle et Griffe Noire viene kamikotizzato da Betterfly in Celesticat (in originale Chat Céleste), che dispone di un paio di ali ed emana una luce accecante.
Come Ladybug, ha ricevuto dal maestro Fu 7 potenziamenti, di cui finora ha usato quello dell'Acqua, del Ghiaccio e quello Spaziale diventando Aqua Noir, Glacial Noir e Astro Cat (in originale Astrochat).
Gli unici a sapere della sua identità segreta sono: i Kwami della Miracle Box cinese, Alix, Alix del futuro venticinquenne, Alix del futuro settantenne, i due Fluff del futuro, Luka e poi Adrien, Marinette, Tikki, Plagg del 2º Universo e in passato Nooroo, Duusu, Gabriel, Nathalie, Marinette, Placide, Aeon, Wang Fu e Su-Han.

### Tikki / Gimmi
Doppiata in francese da Marie Nonnenmacher e in italiano da Joy Saltarelli.
Tikki è il Kwami della Creazione, collegata al Miraculous della Coccinella. Il suo possessore è Marinette, la quale aiuta a trasformarsi in Ladybug entrando nei suoi orecchini. Simile a una coccinella, il suo corpo è rosso, con qualche pois nero sulla testa, di cui una molto grande sulla fronte e ha due lunghe e sottili antenne. È dolce, gentile e molto saggia; come Plagg è molto più vecchia di 5000 anni, anche se Tikki dice di averne molti di più dato che insieme a Plagg sono nati insieme all'universo. Tikki è stata anche il Kwami di molti portatori, tra cui Giovanna d’Arco. Ama i biscotti con gocce di cioccolato, i macarons e la galette. Tikki è molto legata a Marinette e spesso la considera più di una padrona, consolandola a volte quando lei è turbata. Consumando delle pozioni (nel suo caso macarons) può diventare ad esempio Aqua-Tikki o Stalac-Tikki, dando a Ladybug poteri acquatici o glaciali, ma Tikki non è ancora stata vista con il potenziamento spaziale (l'aspetto si intende perché Ladybug con questo potenziamento l'abbiamo vista con questo potenziamento diventa Cosmobug).

### Plagg / Gimmi
Doppiato in francese da Thierry Kazazian e in italiano da Riccardo Scarafoni.
Plagg è il Kwami della Distruzione, associato al Miraculous del Gatto Nero. Il suo possessore è Adrien, che trasforma in Chat Noir entrando nel suo anello. Ha delle caratteristiche che ricordano quelle di un gatto, l'animale che rappresenta: è di colore nero, ha due orecchie da gatto e un paio di antenne e i suoi occhi sono verdi. Plagg è molto pigro e vanitoso e ha una passione per il formaggio, in particolare per il camembert. È raramente serio, comportandosi spesso in modo immaturo e "ragionando con il suo stomaco". Malgrado ciò sa mantenere i suoi doveri da Kwami ed è affezionato ad Adrien. A causa dell'uso sconsiderato del suo Cataclisma senza un portatore, ha provocato in passato eventi disastrosi come lo sprofondamento di Atlantide, l'inclinazione della Torre di Pisa e l'estinzione dei draghi e dei dinosauri. Se consuma le pozioni corrette (nel suo caso delle fette di formaggio) può diventare ad esempio Aqua-Plagg o Plagg-Ghiaccio (in originale Plagglagla), dando a Chat Noir poteri acquatici o glaciali, ma Plagg non è ancora stato visto con il potenziamento spaziale (si intende l'aspetto perché Chat Noir lo abbiamo visto con questo potenziamento diventare Astro Cat).

### Gabi Grassette / Gabriel Agreste / Papillon / Falena Oscura / Monarch
Doppiato in francese da Antoine Tomé e in italiano da Stefano Alessandroni.
Gabriel Agreste, il cui vero nome è Gabi Grassette, è il padre di Adrien nonché un famoso stilista internazionale. In segreto è Papillon, il mandante delle Akuma, le farfalle nere che infettano qualsiasi essere che prova emozioni, trasformandoli in supercattivi, che crea con lo scopo di impossessarsi dei Miraculous della Coccinella e del Gatto Nero per ottenere il potere assoluto. Il suo Miraculous è la spilla della Farfalla, che ha trovato anni prima insieme a quella del Pavone e un prezioso grimorio sui Miraculous in Tibet. Grazie ad un potenziamento di Catalyst, diventa Scarlet Moth (in originale Papillon Écarlate), capace di creare quante Akuma scarlatte vuole, (in Catalyst (Il Giorno degli Eroi - Parte 1) e Ladybug); nella quarta stagione riesce a riparare il Miraculous del Pavone, che poi fonde con quello della Farfalla diventando Falena Oscura (Papillombre in originale) con cui può creare sia le Akuma sia le Amok (da Verità). A partire da Magical Charm, dopo aver scoperto come Ladybug riesce a proteggere le persone dalle sue Akuma, amplifica i suoi poteri generando le Mega Akuma con cui può distruggere i Magical Charm. In una realtà alternativa ha unito i Miraculous della Farfalla, del Pavone e del Gatto Nero, diventando Ombre Noire in Ephemeral. In Strikeback (L'ultimo attacco di Falena Oscura - Parte 2) scambia con Félix Fathom il Miraculous del Pavone in cambio della fede nuziale dei Graham De Vanily e dello yo-yo di Ladybug che contiene l'accesso agli altri Miraculous. Nella quinta stagione ribattezza il suo nome in Monarch (Monarque in originale) (da Evoluzione). In Evoluzione dopo aver perso la battaglia del tempo perde il Miraculous del Coniglio. In Distruzione dopo una battaglia contro Ladybug e Chat Noir viene cataclismato al braccio sinistro. In seguito, per non perderne altri, riconfigura i Miraculous rubati in speciali anelli, e mette in commercio gli Alliance, degli anelli che hanno la funzione di un cellulare, questi anelli sono collegati a quelli dei Miraculous configurati con cui Monarch riesce a dare i poteri dei gioielli magici agli akumizzati. In Deflagrazione, ha brevemente unito il suo Miraculous con quello della Coccinella diventando Monarque Bug. Per colpa del Cataclisma nel corso della quinta stagione il suo corpo può notevolmente peggiorare ricoprendosi sempre più di nero e dopo l'utilizzo della seconda occasione in Intuizione le cose peggiorano. In L'ultimo giorno il Cataclisma arriva al collo e alle mani che iniziano a sgretolarsi. 
Si è autoakumizzato in Collezionista nella seconda stagione, con il potere di intrappolare chiunque o qualunque cosa nel suo libro; lo rifà brevemente nella quarta stagione (e poi lo fa anche con il Senti-Gabriel) per creare le Mega Akuma. Lo fa un'altra volta nella quinta stagione crea un Sentimostro Gabriel Agreste (appunto identico a lui) e lo akumizza sempre nel Collezionista, che questa volta usa il tablet al posto del libro, sempre per non far scoprire la sua identità segreta. Nella quinta stagione si autoakumizza inoltre in Nightormentor (in Rappresentazione e in Conformazione (L'ultimo giorno - Parte 1), una versione potenziata ma glitterata del Collezionista, con il potere di far vivere alle persone i propri peggiori incubi e con l'aggiunta dei poteri di alcuni Miraculous.
È un uomo alto e magro. Nelle prime quattro stagioni è un uomo dagli occhi blu grigio e capelli biondo platino; indossa un foulard a strisce bianche e rosse oblique sotto cui nasconde il suo Miraculous. Nella quinta stagione invece cambia stile, avendo i capelli bianchi e tirati a punta verso l'indietro e degli occhiali bianchi; indossa inoltre un completo bianco, il quale nasconde le bruciature del Cataclisma, tra cui una cravatta (sotto la quale c'è il Miraculous della Farfalla) e dei guanti (sotto i quali ci sono gli anelli dei Miraculous). Come Papillon, indossa uno smoking viola e una maschera argentata che tiene anonima la sua identità, coprendogli quasi interamente il volto; nella versione scarlatta cambia solo il colore, da viola a rosso scarlatto. Come Falena Oscura ha uno smoking simile a Papillon ma diviso in due parti alla vita e ha una specie di piuma enorme attorno e sull’occhio destro. Come Monarch agli inizi ha un vestito simile alle versioni precedenti, con una farfalla enorme multicolore sul vestito e i numerosi Miraculous sparsi sulle varie parti del corpo; dopo la riconfigurazione dei Miraculous come anelli e il cambio di stile nella versione civile, ha un completo viola scuro e le iridi azzurre, in seguito alla nuova trasformazione, durante la quale è come se avvenisse una metamorfosi. 
Gabriel si presenta subito come un uomo freddo, testardo e molto severo. Sebbene voglia sinceramente bene a suo figlio, è emotivamente violento nei suoi confronti, senza mai domandarsi di come le sue decisioni nuocciano alla sua felicità. La sua relazione con lui sembra essere peggiorata dopo il coma magico di sua moglie; ella è la ragione per cui Gabriel vuole il Potere Assoluto ed è per questo disposto ad ignorare i danni che provocano i suoi supercattivi alla città e ai civili, mostrando quindi una natura molto più spietata e sadica di quella di cui è pubblicamente conosciuto. Odia i due eroi, in particolar modo Ladybug, a causa delle continue sconfitte, ironicamente, non sa che Chat Noir è proprio suo figlio. La persona di cui si fida di più e che è l'unica all'infuori della sua famiglia di cui sembra preoccuparsi, è la sua segretaria Nathalie, che lo ha aiutato fin dall'inizio della serie nei suoi piani malvagi: Nella quinta stagione la donna gli volta però le spalle dopo essersi resa conto di quanto l'ossessione di Gabriel per i Miraculous lo abbia portato alla follia. Il suo potere speciale è quello di "akumizzare" le persone: usando le Akuma, farfalle corrotte attratte da emozioni negative, può conferire poteri speciali alle sue vittime trasformandoli in supercattivi a lui fedeli. Papillon possiede anche poteri empatici e telepatici, grazie ai quali riesce a trovare una persona con sentimenti negativi per poi corromperla per akumizzarla. La sua arma è uno scettro all'interno del quale è nascosto uno spadino; può anche contenere una farfalla / Akuma nel caso l'uomo non sia nel suo covo, oppure essere usato come comunicatore. Il suo covo è un nascondiglio buio, a forma di una cupola con un enorme rosone, in cui tiene molte farfalle che poi farà diventare Akuma.
Egli vuole i Miraculous per risvegliare sua moglie e cambiare il passato, la tiene all'insaputa di tutti, tranne dei suoi alleati, in una teca dentro a una cripta sotto casa sua. Si scoprirà che la moglie ha usato il Miraculous del Pavone, per concepire Adrien, quando era ancora danneggiato e che ciò l'ha portata nel suo stato di coma magico. Nel finale della quinta stagione, Gabriel verrà sconfitto da Bug Noire, che lo farà rinsavire e Gabriel ascoltando le registrazioni che Émilie aveva lasciato a Nathalie prima di entrare nel coma magico, capisce di aver rovinato le vite di Adrien, di Nathalie e anche la sua, perché non riusciva ad accettare che sua moglie non fosse più accanto a lui, cosa che invece Adrien aveva superato, ma alla fine trova una soluzione per far felici tutti. Infatti paralizza Marinette con il Miraculous dell'Ape, si impossessa dei Miraculous della Coccinella e del Gatto Nero e sacrifica la sua vita per salvare Nathalie, in modo che possa prendersi cura di Adrien, e lui si ricongiunge insieme a Émilie nella morte per poi chiedere a Marinette di non raccontare ad Adrien la sua identità come Monarch ma della volte che ha provato ad essere un buon padre.
Una delle due fedi nuziali verrà rubata da Félix e gli verrà ridata da lui stesso in cambio del Miraculous del Pavone. Altra fede che era sul dito di Émilie la indosserà Gabriel quando Félix la rubò, per poi darla a Nathalie nel finale della quarta stagione e per poi riprendersela verso la fine della quinta stagione. Dopo gli eventi del finale le fedi le terrà Adrien. 
Gli unici a sapere della sua identità segreta sono: i Kwami della Miracle Box cinese e Liiri, Alix, Alix del futuro venticinquenne, Alix del futuro settantenne, i due Fluff del futuro, Nathalie, Félix, Tomoe, Cerise, Katami, Marinette, i 12 membri del progetto Perfect World, tra cui il padre di Nathalie, e in passato Adrien e Alya.

### Lila Rossi / Cerise Bianca / Iris Verdi / Chrysalis
Doppiata in francese da Clara Soares e in italiano da Valentina Favazza.
È una nuova studentessa della classe della signorina Bustier, apparsa nell'ultimo episodio della prima stagione, Volpina. È italiana che parla fluentemente il francese. È una bugiarda patologica che riesce ad abbindolare le persone per ottenere attenzione da tutti, senza che qualcuno si domandi se i suoi discorsi si contraddicono. Finge di provarci con Adrien fingendo di essere la migliore amica di Ladybug e raccontando di essere discendente della detentrice del Miraculous della Volpe. Quando però Ladybug smaschera le sue bugie davanti ad Adrien, Lila diventa preda di Papillon che l'akumizza in Volpina, il cui design e poteri sono molto simili alla figura sul grimorio dei Miraculous, ma a differenza di quest'ultima può creare quante illusioni voglia. Anche dopo essere stata deakumizzata, Lila mantiene l'odio verso Ladybug e prende in antipatia anche Marinette. Nel primo episodio della terza stagione, prima mente ancora per avere qualche privilegio in classe, poi minaccia Marinette, poi si fa infettare volontariamente da un'Akuma e si trasforma questa volta in Camaleonte, che ha il potere di prendere l'aspetto ed eventuali poteri di chi bacia. In Ladybug in accordo con Gabriel, per allontanare Marinette da Adrien che lei definisce una "cattiva influenza", attua un piano contro di lei: prima calunnia Marinette almeno 3 volte a scuola, poi diventa una nuova modella di Gabriel, partecipando ai servizi fotografici con Adrien, il quale però, vedendo che le sue bugie non sono innocue, smette di tenerla in simpatia e con un'altra bugia riesce a rimanere a scuola, sempre con i propositi di prima.
Nella quinta stagione si scopre che sta mentendo ad almeno tre donne, facendo credere a ognuna di loro che è figlia sua e che ha una vita intensa con qualche persona. Gabriel usa la sua immagine digitalizzata per i nuovi anelli Alliance e Lila continua a usarla per controllare Adrien, scoprendo anche la sua identità come Monarch, ma poiché fallisce il suo compito di tenere Adrien lontano dalle "cattive influenze", l'uomo la allontana bruscamente e la licenzia come modella e avatar di Alliance. Quando in Rivelazione si fa akumizzare in Hoaxer, una variante potenziata di Volpina con effettivi poteri del Miraculous della Volpe, ne approfitta per ipnotizzare Nathalie e quindi farsi passare tutti i segreti di Gabriel e le informazioni sul suo passato, puntando a impossessarsi del Miraculous della Farfalla. In Confronto viene sbugiardata insieme a Chloé, grazie alla collaborazione tra Sabrina e Marinette, con quest'ultima che recupera credito presso compagni e insegnanti. Più tardi si scopre che Lila indossa una parrucca e che sotto di essa ha i capelli corti e che si fa chiamare Cerise Bianca. In Cospirazione dopo aver lasciato la scuola si nasconde all'interno delle catacombe di Parigi, ma resta in contatto via auricolare con Chloé per guidarla mentre le fa realizzare il suo piano, dove per alcuni passaggi si muove lei stessa mostrando la sua abilità nel travestirsi per cambiare varie identità. Alla fine della quinta stagione si farà chiamare Iris Verdi e dopo lo scontro tra Bug Noire e Monarch, riuscirà ad impossessarsi del Miraculous della Farfalla e trasformandosi in Chrysalis.
Nell'episodio speciale: "Miraculous World: Londra - Ai Confini del Tempo", ambientato immediatamente dopo la battaglia finale tra Bug Noire e Monarch, Cerise si autoakumizza prima in Timestalker e successivamente in Pilleur Fantome in modo da scoprire l'identità di Ladybug, cosa in cui riuscirà, grazie a cui riesce subito a rubare tutti i Miraculous che erano stati riconfigurati, e poi recuperati da Marinette, oltre che ai Miraculous del Gatto Nero e della Coccinella, grazie ai quali esprimerà immediatamente un desiderio; però Bunnix del presente e Chronobug riusciranno ad impedirglielo tornando indietro nel tempo grazie al potere del Miraculous del Coniglio. Nei panni di Timestalker, Cerise si è data il potere di viaggiare nel tempo grazie ad un cellulare che, collegato ad un timer posto su tre diversi iWatch, le permette di spostarsi per tre volte nel tempo e se uno di questi iWatch viene distrutto o danneggiato lo riporta al punto di partenza, mentre quando è Pilleur Fantome si rende intangibile come un fantasma rendendo tangibili gli oggetti che decide di prendere, cosa che le ha permesso di rubare i Miraculous. Tuttavia quando si deakumizza non ha nessun ricordo di quando si era autoakumizzata, per questo annota tutto quello che accade su un taccuino, grazie a cui Chronobug riuscirà ad ingannarla riguardo la sua identità segreta e a sconfiggerla definitivamente nei panni di akumizzata, scoraggiandola di non essere già riuscita nel suo piano, secondo lei perfettamente architettato.
Nella sesta stagione Cerise comincia a cospirare contro Ladybug e Chat Noir rimanendo nascosta nell'ombra, trascrivendo su un quaderno i resoconti delle sconfitte, e quando akumizza qualcuno riesce a celare la sua identità alterando la voce così da non far capire chi sia. Inoltre oltre a creare nuovi supercattivi le sue Akuma vengono potenziare in Ultrakuma che gli permettono di annullare i potenziamenti di Ladybug e Chat Noir.
L'unico a sapere della sua identità segreta è Nooroo.

### Farfalle bianche / Kamiko / Akuma / Megakuma / Ultrakuma
Inizialmente sono normali farfalle bianche, nate dai bozzoli dei bachi sulle piante che stanno nella cripta di Émilie e allevate e colte da Gabriel, nell'episodio Il Guastafeste, ma se viene incanalata loro dell'energia oscura dal portatore del Miraculous della Farfalla, assumono un colore nero-violaceo (rosso scarlatto quando Papillon era Scarlet Moth), se viene usato per scopi negativi oscurano il cuore delle loro vittime, rendendole malvagie e concedendo loro poteri da usare per creare scompiglio in città. Possono essere liberate dopo aver distrutto l'oggetto che avevano infettato facendo tornare la vittima alla normalità, oppure il portatore del Miraculous della Farfalla dovrà scioccare le dita. Spesso le vittime, una volta deakumizzate, hanno pochi o nessun ricordo delle loro azioni da cattivi, tranne quelle persone che si fanno akumizzare o kamikotizzare apposta, (gli unici che si ricordano sono: Gabriel negli episodi Il Collezionista, Carissima Famiglia e Rappresentazione, Nathalie, negli episodi Catalyst (Il Giorno degli Eroi - Parte 1), Mayura (Il Giorno degli Eroi - Parte 2), Ladybug e Passione, Lila / Cerise negli episodi Catalyst (Il Giorno degli Eroi - Parte 1), Mayura (Il Giorno degli Eroi - Parte 2), Camaleonte e Rivelazione, Chloé negli episodi Mangiamore (La Battaglia dei Miraculous - Parte 1), Miracle Queen (La Battaglia dei Miraculous - Parte 2), Queen Banana, Penalteam, Deflagrazione e Rivoluzione, Tomoe negli episodi Moltiplicazione e Pretenzione Ladybug, Chat Noir, Alya e Alya con Gabriel del 2º Universo, nello speciale di Parigi). Oltre alle persone il loro potere funziona anche sui portatori di Miraculous, sugli animali, robot e Sentimostri. Se il Miraculous della Farfalla viene usata per scopi negativi le Akuma hanno la debolezza dell'aver bisogno che un individuo provi emozioni negative per corromperlo e nel caso esse svaniscano la farfalla non può avvicinarsi oppure farsi akumizzare di loro iniziativa. Inoltre le Akuma e il portatore hanno un certo raggio di azione per essere connessi; se l'Akuma è troppo lontana il portatore non riuscirà più a controllarla e la farfalla infetterà la prima persona che prova emozioni negative.
In giapponese la parola "Akuma" significa "Demone".
Se il Miraculous della Farfalla viene usato per scopi positivi la farfalla viene chiamata Kamiko.
In giapponese la parola Kamiko significa "Piccola Dea".

### Piume di pavone bianche / Amok
Sono dapprima normali piume del ventaglio del portatore del Miraculous del Pavone, in cui incanala dell'energia facendole diventare blu. Infettando un oggetto di una persona, generato dalle emozioni che creano un Sentimostro se viene usato per scopi negativi e Sentiessere per scopi positivi, che svanirà se l'Amok verrà liberata e purificata, o per decisione del portatore del Miraculous.

## Personaggi ricorrenti principali

### Alya Césaire / Volpe Rossa
Doppiata in francese da Fanny Bloc e in italiano da Letizia Ciampa.
È una ragazza Martiniqua franco-creola, la migliore amica di Marinette, studentessa della classe della signorina Bustier e creatrice di un sito chiamato "Ladyblog", dove pubblica tutte le novità riguardanti Ladybug. È figlia del custode dello zoo Otis Césaire e della chef Marlena Césaire ed è fidanzata col suo compagno di classe Nino. Nell'episodio Lady Wi-Fi, dopo essere stata sospesa dalla scuola per colpa di Chloé, Papillon la trasforma nella supercattiva Lady Wi-Fi, che vuole rivelare l'identità segreta di Ladybug.
Nella seconda stagione, nell'episodio I Sapoti, riceve da Ladybug il Miraculous della Volpe, una collana che, quando il Kwami Trixx si trova all'interno, la tramuta nella supereroina Volpe Rossa (Rena Rouge in originale), che aiuta Ladybug e Chat Noir in "missioni difficili". Nell'episodio speciale Mayura (Il Giorno degli Eroi - Parte 2) viene akumizzata da Scarlet Moth in Volpe Rabbiosa (Rena Rage in originale), che alla fine viene deakumizzata dopo la distruzione dello scettro di Papillon.
Nella terza stagione, nell'episodio Oblivio viene akumizzata insieme a Nino in Oblivio, un supercattivo che ha il potere di cancellare la memoria. Sempre nella terza stagione, in Félix, viene riakumizzata in Lady Wi-Fi (con il Tablet al posto del cellulare) assieme a Reflekta e Principessa Fragranza forma il Trio delle Castigatrici.
Nell'episodio della quarta stagione Gang dei segreti, viene riakumizzata in Lady Wi-Fi e successivamente Marinette le rivela la sua identità come Ladybug. Quando capisce che Falena Oscura approfitterà del fatto che conosce la sua identità da supereroina, finge di riconsegnare il suo Miraculous a Ladybug ma cambia identità diventando Volpe Furtiva (Rena Furtive in originale), che aiuta Ladybug restando nascosta e a distanza. Quando Marinette è costretta temporaneamente a lasciare Parigi per un week-end con i suoi genitori le affida il suo Miraculous affinché la sostituisca e diventerà Scarabella. Più tardi, anche la sua nuova identità è svelata da Nino sotto l'influenza di Risk.
Nella quinta stagione, nell'episodio speciale La scelta dei Kwami, dopo che Marinette ha rinunciato ad essere Ladybug, Tikki la sceglie come nuova portatrice ritrasformandola in Scarabella. Sebbene avesse iniziato ad abituarsi al suo nuovo ruolo, a causa dell'anello Alliance, Monarch scopre la sua identità e le sottrae gli orecchini. Una volta recuperati gli orecchini Tikki è costretta ad assolverla dal suo nuovo ruolo e rende a Marinette il ruolo di Ladybug. Più tardi, avendo pensato a lungo che Marinette odi Lila solo per un fatto di gelosia, è costretta a ricredersi e a capire quanto Lila abbia sempre mentito.
Dalla fine della quinta stagione possiede definitivamente il Miraculous della Volpe, divenendone la portatrice permanente.
Nella sesta stagione Ladybug e Chat Noir la sottopongono a un allenamento speciale per far evolvere i suoi poteri, come hanno fatto loro, permettendogli di non ritrasformarsi dopo aver usato una volta i loro poteri speciali permettendo di usarli in maniera illimitata. In Revelator scopre che Marinette ha mentito ad Adrien riguardo al fatto che la vera identità di Monarch fosse in realtà suo padre Gabriel Agreste. Questa scoperta la porta a litigare con la sua migliore amica per aver deciso di omettere questa verità che è costretta pure lei a dover nascondere, ma alla fine grazie al nuovo potere di Chat Noir, il "Miraculous Chat Noir", gli viene cancellata la memoria di questo segreto.
Alya ha la pelle scura, capelli leggermente lunghi color rosso-arancio e porta gli occhiali. Come Volpe Rossa indossa un abito arancione, con coda e orecchie da volpe, i suoi capelli sono più lunghi. Come Oblivo lei e Nino hanno una forma umanoide di colore viola. Ha una personalità attenta, volendo diventare giornalista, ed è appassionata di fumetti sui supereroi; il suo idolo è Ladybug. Ha buoni doti investigative ed è brava nell'esporre le sue spiegazioni e idolatra tutti gli eroi che si oppongono al male, inclusa Ladybug. Non ha paura dei supercattivi quando si tratta di scoop. Nei panni di Lady Wi-Fi può teletrasportarsi da una parte all'altra attraverso i cellulari e può sparare icone che filmano o che possono immobilizzare le persone. Trasformata in Volpe Rossa ha migliorato le sue abilità fisiche e possiede come arma un flauto magico, che usa per combattere e per attivare il suo attacco speciale Miraggio, che permette di creare un'illusione su vasta scala e molto potente che può controllare, quando diventa Volpe Furtiva il costume e i suoi capelli cambiano colore da arancioni a blu cobalto-argentati.
Gli unici a sapere della sua identità segreta sono: Marinette, i Kwami della Miracle Box cinese, Nino, Gabriel, Nathalie, Chloé, Adrien, Su-Han, Tomoe, Cerise, Alix, Alix del futuro venticinquenne, Alix del futuro settantenne, e i due Fluff del futuro e in passato Wang Fu.

### Nino Lahiffe / Carapace
Doppiato in francese da Alexandre Nguyen e in italiano da Lorenzo Crisci.
È un ragazzo marocchino-francese, il migliore amico di Adrien è uno studente della classe di Madame Bustier. In Sparabolle, dopo aver fallito nel convincere il padre di Adrien a festeggiare il compleanno del figlio, Nino comincia a sviluppare odio verso gli adulti e viene trasformato in Sparabolle, che combatte brandendo un bastone che crea delle bolle che hanno vari effetti.
Nella seconda stagione, nell'episodio Anansi - Il Ragno, riceve il Miraculous della Tartaruga per salvare Alya dalla supercattiva Anansi, diventando così il supereroe Carapace, che aiuterà in seguito gli eroi in "missioni difficili". Nell'episodio speciale Mayura (Il Giorno degli Eroi - Parte 2) viene akumizzato da Scarlet Moth, in Caraguerra (Shell Shock in originale), che viene deakumizzato dopo la distruzione dello scettro di Papillon. Nell'episodio della terza stagione Oblivio viene akumizzato insieme a Alya in Oblivio, che ha il potere di provocare delle amnesie.
Nell'episodio della quarta stagione Rocketear, pensando che Alya si sia innamorata di Chat Noir viene akumizzato in Rocketear, un supercattivo con il potere di distruggere tutto con le sue lacrime.
Nella quinta stagione, nell'episodio Illusione, fonda una Resistenza, formata da lui e dai suoi amici per contrastare Monarch.
Dalla fine della quinta stagione possiede definitivamente il Miraculous della Tartaruga, divenendone così portatore permanente.
Nella sesta stagione Ladybug e Chat Noir la sottopongono a un allenamento speciale per far evolvere i suoi poteri, come hanno fatto loro, permettendogli di non ritrasformarsi dopo aver usato una volta i loro poteri speciali permettendo di usarli in maniera illimitata.
Ha la pelle scura e indossa spesso un berretto rosso, gli occhiali e le cuffie attorno al collo. Il suo completo nei panni di Carapace è verde scuro, con un cappuccio e occhiali gialli. Nino ama il divertimento e nel tempo libero fa il D.J. Ha avuto una cotta per Marinette, che però gli passa dopo aver conosciuto meglio Alya nell'episodio Animan, divenendo poi il ragazzo di quest'ultima. Ha dimostrato di essere coraggioso nei confronti di coloro a cui tiene, benché abbia paura delle tarantole. Carapace ha come arma uno scudo e il suo potere speciale, Scudo Protettivo, gli permette di creare uno scudo di energia per potersi difendere. 
A conoscere la sua identità segreta sono: Marinette, Tikki, Wayzz, Alya, Gabriel, Nathalie, Nooroo, Chloé, Pollen, Kaalki, Trixx, Sass, Xuppu, Plagg, Duusu, Adrien, Tomoe, Cerise, Alix, Alix del futuro venticinquenne, Alix del futuro settantenne, Fluff e i due Fluff del futuro e 
in passato Wang fu.

### Chloé Bourgeois / Queen Bee
Doppiata in francese da Marie Chevalot e in italiano da Claudia Scarpa.
È la rivale di Marinette e amica d'infanzia di Adrien, nonché figlia viziata, classista e certe volte disonesta del sindaco di Parigi e studentessa della classe della signorina Bustier. Tormenta ed umilia i suoi compagni da almeno 3 anni, all'inizio del loro primo anno scolastico, nel flashback in Derisione il personale scolastico non faceva nulla per correggerla. In Rivelazione confessa che Sabrina ha fatto tutti i suoi compiti di scuola da quando sa scrivere. In Antibug, dopo che Ladybug non ascolta i suoi consigli su come sconfiggere l'Invisibile e le dà della bugiarda, Chloé viene akumizzata in Antibug, una versione malvagia di Ladybug.
In Regina della Moda (La Battaglia delle Regine - Parte 1) trova per caso il Miraculous dell'Ape, un pettinino, che quando il Kwami Pollen si trova all'interno si trasforma nella supereroina Queen Bee. Durante l'episodio successivo, Queen Wasp (La Battaglia delle Regine - Parte 2), Chloé tenta di farsi notare dalla madre trasformandosi davanti a tutti e compiendo qualche azione straordinaria, ma fallisce nell'intento e viene quindi akumizzata in Queen Wasp. Nell'episodio speciale Mayura (Il Giorno degli Eroi - Parte 2) viene akumizzata da Scarlet Moth in Queen Wasp in versione scarlatta, ma viene subito deakumizzata dopo la distruzione dello scettro di Papillon. Poiché tutti sanno chi è in realtà, Ladybug preferisce non darle il Miraculous salvo in casi particolari, come avviene in Malediktor, Catalyst (Il Giorno degli Eroi - Parte 1) e Miraculer, almeno quando il suo potere diventa utile se non fondamentale. In quest'ultimo episodio Papillon cerca di akumizzarla nuovamente ma lei riesce a rifiutare l'Akuma, anche se per semplice convinzione che Ladybug la chiamerà e mantenendo una certa boria verso Sabrina, Volpe Rossa, Carapace e tanti altri.
Nell'episodio speciale della terza stagione, Mangiamore (La Battaglia dei Miraculous - Parte 1), dopo che ancora una volta Ladybug non le dà il Miraculous dell'Ape e a causa delle manipolazioni di Papillon, Chloé si ritorce contro la supereroina e si fa akumizzare in Miracle Queen: sconfitta e, senza alcun rimorso per il suo gesto, Chloé viene espulsa ufficialmente dalla squadra da Ladybug.
Nella quarta stagione, si scopre che ha una sorellastra materna di nome Zoé Lee, che prova a rendere simile a lei incluso tormentare i compagni di scuola; in questa stagione viene akumizzata in Queen Banana e in Penalty. Nello stesso episodio accetta la proposta di Lila di allearsi contro Marinette. 
Nell'episodio della quinta stagione Deflagrazione (La Scelta dei Kwami - Parte 2), si fa akumizzare in Sole Destroyer, una variante di Sole Crusher (in cui era stata originariamente trasformata Zoé) che può trasformare le persone in scarpe viventi quando vengono toccate dai tacchi delle sue scarpe. Nell'episodio Confronto grazie alla collaborazione di Marinette e Sabrina, lei e Lila vengono scoperte delle loro brutte intenzioni, poi in Cospirazione dopo che il padre si dimette dalla propria carica, Chloé si autoproclama la nuova sindaca di Parigi. In Rivoluzione dopo che è diventata sindaca Monarch si presenta nell'ufficio del comune e le propone un'alleanza e lei, sotto la guida di Cerise, accetta facendosi akumizzare in Queen Mayor, con i poteri dei Miraculous dell'Ape, Cavallo, Tartaruga, Gallo e Bue trasferiti alle sue guardie del corpo robot.
Chloé, fra la presunzione di sua madre e il padre che la vizia e l'accontenta in tutto pur di non patire i suoi capricci, si dimostra subito una ragazza sgradevole, altezzosa e prepotente, che come Audrey pensa di poter fare sempre i comodi propri e umilia gli altri studenti. Bullizza chiunque non sia ricco come lei o un VIP, almeno dai tempi della scuola elementare, mente quando le fa comodo e sa essere cattiva e ingiusta anche con altre persone e certe volte manipola le persone per i suoi comodi salvo poi trattarle male o quando non ha più bisogno di loro (come succede in Antibug e Animaestro). Ciò la porta a essere la causa di molte delle akumizzazioni, delle quali non prova mai rimorso e non si dispiace (dice più volte che secondo lei nessuno è pari a lei e quindi nessuno merita le sue scuse), a meno che la vittima non sia una di quelle persone che gliele danno vinte e non la sgridano (Caline Bustier, André e anche Audrey) o che non vuole inimicarsi o vuole tenersi stretti (Sabrina, Adrien). Nonostante le rampogne per questi fatti, è convinta che tutti l'adorino e vi sono volte in cui si addolora per le sue cattiverie non per vero senso di giustizia ma per aver deluso qualcuno che tipicamente non la disprezza (come con Audrey quando Chloé sabota la metropolitana in Vespa Regina (La Battaglia delle Regine - Parte 2)); solo in Malediktor si rende conto che tutti la odiano, pur non capendo che ciò dipende solo dal suo comportamento e nonostante si metta poi a lottare con Ladybug (si definisce "inutile" perché nessuno la ama, ma alla fine dell'episodio e nel dittico finale della seconda stagione si vede comunque la sua presunzione). Ha un'attrazione per Adrien, suo unico amico da anni, del quale dice che merita solo lei e che però si dimostra a disagio dall'affetto esagerato della ragazza e dal suo carattere, benché sia comunque legato a lei essendo stata la sua prima amica. Odia Marinette poiché è l'unica in grado di tenerle testa e sfidarla, come avvenuto più volte e più tardi nella quinta stagione prova a tenere Marinette lontana da Adrien. Alla fine dell'episodio Derisione, dopo l'ennesima volta in cui dice che nessuno è pari a lei e quindi Chloé non ha dovere di chiedere scusa per i suoi gesti, Adrien rompe definitivamente la loro amicizia e Chloé non se ne sente colpevole. In Confrontation anche Sabrina smette di essere sua amica e insieme a Marinette svela il modo in cui Chloé e Lila hanno mentito e ha calunniato Marinette. In Révolution dopo essere stata sconfitta e privata della sua carica di Sindaco sua madre per la vergogna che ha gettato sulla famiglia la porta con sé ottenendone l'affidamento esclusivo; cerca di sfogare la sua frustrazione rivelando il segreto di Adrien a Marinette per farla star male, ma quest'ultima ribatte lasciandola senza parole e devastata dal fatto che non ha più potere e nessuno a sostenerla.
Nella sesta stagione dopo essersi trasferita a Londra con la madre ha aperto un suo blog su cui posta molti video, dove nonostante abbia perso l'influenza che aveva a Parigi non è cambiata caratterialmente.
Chloé ha capelli biondi raccolti in una coda e ha gli occhi celesti. Tiene molto al suo aspetto, indossando abiti alla moda e deridendo chi non lo fa. Come Antibug, la sua tuta ha i colori opposti a quelli di Ladybug, cioè nero a pois rossi. Trasformata in Queen Bee il suo costume e la sua maschera sono gialli e neri. Come Antibug ha gli stessi poteri di Ladybug, tra cui il potere Anti Charm. Nei panni di Queen Bee ha come arma una trottola, che può usare per viaggiare velocemente; il suo potere speciale si chiama Veleno, che le permette di immobilizzare una persona per qualche minuto. Come Queen Wasp può manovrare delle vespe la cui puntura fa immobilizzare le persone; quando diventa Miracle Queen può anche controllare le persone punte. Nei panni di Queen Banana il suo abito e le sue armi hanno la forma di una banana con cui trasforma nel medesimo frutto chiunque venga colpito dal suo raggio, inoltre guida una moto capace di volare e lanciare banane incorporata con un Sentimostro un gorilla gigante chiamato Banana Boom Boom. Come Penalty viene duplicata in dieci copie di sé stessa, formando la squadra Penalteam, vestita con una divisa da calcio e con il potere di chiudere in delle sfere sospese in aria chi viene colpito dai suoi cartellini rossi o sfiorato dalle sue scarpe. Quando si fa akumizzare in Queen Mayor il suo aspetto non cambia indossa solo una giacca gialla lunga con i bordi di pelliccia e indossa la fascia di sindaco.
In tutto il mondo conoscono la sua identità segreta.

### Tom Dupain
Doppiato in francese da Martial Le Minoux e in italiano da Roberto Draghetti (st. 1-3) e Dario Oppido (Miraculous Shanghai, st. 4+). 
È l'affettuoso padre di Marinette e il marito di Sabine insieme alla quale gestisce una pasticceria e qualche volta va nella scuola di Marinette per dare lezioni di cucina. È italo-francese (italiano da parte della madre e francese da parte del padre) e appassionato di videogiochi, in cui si ritiene anche abbastanza bravo in Gamer. Nell'episodio della terza stagione, Papà Mannaro, dopo aver sentito che Chat Noir non ama Marinette come lui pensava, viene akumizzato in Papà Mannaro, un enorme uomo-cane da guardia mostruoso, che rinchiude la figlia in una prigione di rovi per proteggerla da altre delusioni amorose; possiede inoltre un'incredibile forza e combatte con dei rovi. Nella quarta stagione viene riakumizzato in Papà Mannaro insieme a Fornix, Befana e Qilin in Magical Charm.

### Sabine Cheng
Doppiata in francese da Jessie Lambotte e in italiano da Daniela Calò. 
Xia Bing Cheng è la madre di Marinette e moglie di Tom e insieme a lui gestisce la pasticceria. È di famiglia cinese e si dimostra paziente e comprensiva, soprattutto nei confronti della figlia. Tuttavia non sembra tollerare la violazione della privacy. Nell'episodio Ladybug è stata infettata da un'Akuma scarlatta e stava quasi per diventare Verity Queen ma la sua akumizzazione è stata interrotta prima che potesse trasformarsi.
Nella puntata Qilin, a causa di uno scorbutico controllore del bus e all'agente Roger, viene akumizzata in Qilin, una supercattiva col potere di controllare il vento e della telecinesi. Si lascia deakumizzare quando ottiene da Ladybug ciò che vuole, cioè giustizia e che le siano tolte le manette. Sempre nella quarta stagione viene riakumizzata in Qilin in Magical Charm.

### Wang Fu / Jade Turtle
Doppiato in francese da Gilbert Levy e in italiano da Ambrogio Colombo.
È un anziano maestro cinese, guardiano dei Miraculous e portatore di quello della Tartaruga. Ha 186 anni, 187 (nella sesta stagione) e non essendo più capace di combattere, decide di affidare a Marinette e Adrien il compito di fermare Papillon, ma senza mai presentarsi direttamente ai due eroi. A Parigi, agli occhi di tutti, lavora come massaggiatore. Solo nella seconda stagione i due ragazzi scoprono chi è, ossia l'ultimo rimasto dell'Ordine dei Guardiani dei Miraculous, che sono morti anni prima per un errore di Fu, a causa del quale vennero persi i Miraculous della Farfalla e del Pavone e il grimorio sacro sui gioielli magici. Dopo che Marinette trova il libro per caso, Fu incomincia a tradurre i codici per sbloccare nuovi poteri fino a quando in Sirena riesce a creare delle pozioni che dà separatamente a Marinette e Adrien. Apparirà ogni volta che Marinette avrà bisogno di un alleato e quindi di un Miraculous per sconfiggere un cattivo.
Nell'episodio Divoratore della terza stagione viene rivelato che da giovane creò accidentalmente un Sentimostro incontrollabile con il potere del Miraculous del Pavone, che divorò la maggior parte delle Miracle Box e dei guardiani e provocò la distruzione del Tempio dei Miraculous. Quando la creatura si rifà viva viene akumizzata da Papillon in Divoratore, ma Ladybug e Chat Noir sono in grado di sconfiggerlo e ripristinare il Tempio dei Miraculous con i monaci. Poiché nella battaglia Papillon è stato in grado di scoprire che Fu è il custode dei Miraculous, il maestro inizia a tenere un basso profilo e spostarsi, pur continuando a rimanere nei pressi di Parigi nel caso Marinette abbia bisogno di aiuto. Nello speciale La Battaglia dei Miraculous viene scoperto da Papillon e per affrontarlo si trasforma in Jade Turtle (Tortue De Jade in originale), che a differenza di Carapace indossa il suo scudo come un cappello cinese e può rimanere trasformato indefinitamente dopo aver usato il suo potere Corazza o Scudo Protettivo. Nella seconda parte dello speciale, essendo stato messo alle strette da Papillon, decide di cedere il suo ruolo da guardiano a Marinette, perdendo però la memoria. Alla fine dell'episodio parte per Londra con il suo vecchio amore Marianne.
In Furioso Fu torna a Parigi con Marianne per far visita a Marinette ma viene akumizzato in Furioso Fu, un maestro di arti marziali, fisicamente più alto e robusto, con il potere di generare talismani magici grazie al suo pennello. Viene sconfitto grazie alla collaborazione tra Ladybug, Chat Noir e Marianne.
Gli unici che conoscevano l'identità segreta erano: i Kwami della Miracle Box cinese, Marinette, Adrien, Alya, Gabriel, Nathalie, Tomoe, Marianne, Cerise, Alix, Alix del futuro venticinquenne, Alix del futuro settantenne, i due Fluff del futuro e l'ordine dei guardiani.

### Nathalie Sancœur / Mayura
Doppiata in francese da Marie Chevalot e in italiano da Daniela Abbruzzese. 
È la segretaria e assistente di Gabriel Agreste e aiuta Adrien nelle lezioni. È a conoscenza dell'identità segreta di Gabriel del quale era anche innamorata. Nello speciale della seconda stagione Il Giorno degli Eroi si fa akumizzare volontariamente in Catalyst per aumentare i poteri di Papillon e trasformarlo nel potentissimo Scarlet Moth. Si trasforma poi in Mayura tramite il Miraculous del Pavone, acquisendo il potere di evocare dei guardiani-mostri chiamati Sentimostri per affiancare i supercattivi di Papillon. La sua arma è un ventaglio, che usa anche come comunicatore. Seppure avvertita da Gabriel degli effetti collaterali del Miraculous danneggiato e pericoloso, continua ad aiutarlo anche nel corso della terza stagione, pur avendo problemi di salute una volta che si ritrasforma.
Nella terza stagione viene brevemente riakumizzata in Catalyst nell'episodio Ladybug. Nell'ultimo episodio della terza stagione riesce a impossessarsi del tablet del Maestro Fu contenente il grimorio dei Miraculous decifrato, permettendo così a Gabriel di riparare il Miraculous del Pavone.
Nella quarta stagione, a causa delle sue condizioni di salute, aiuta Gabriel a distanza mentre cerca di rimettersi. Prima di ammalarsi aveva creato un Sentimostro chiamato Optigami per spiare i possessori di Miraculous e riuscire a scoprire l'identità di Ladybug o il suo nascondiglio ma dopo il fallimento di una trappola il Sentimostro viene cancellato.
Nella quinta stagione Gabriel, ormai noto come Monarch poiché dispone di tutti i Miraculous, ha la possibilità di tornare indietro nel tempo con il Miraculous del Coniglio e riparare il Miraculous del Pavone prima che Émilie lo usasse, il che almeno per Nathalie era la cosa più logica e sicura da fare, ma invece ha messo la sua ossessione per Ladybug e Chat Noir prima di sua moglie e di Nathalie stessa: lei gli volta le spalle, ma continua a lavorare per lui soprattutto per restare a fianco di Adrien e non esita a rimproverare Gabriel quando vede come cerca di imporre a suo figlio chi amare e cosa fare. Pur di porre fine la sua follia in Passione si fa akumizzare in Safari, una cacciatrice potenziata con il potere della Passione del Miraculous della Capra con cui crea delle armi per catturare i suoi nemici, con lo scopo di usare i Miraculous di Ladybug e Chat Noir per fermare Gabriel. Anche se fallisce resta accanto ad Adrien per continuare a proteggerlo dalle intenzioni di suo padre, soprattutto quando lui cercherà di ostacolare la relazione del figlio con Marinette. In Rivelazione, ipnotizzata da Lila akumizzata in Hoaxer, le passa informazioni su Gabriel e sui suoi segreti come Monarch. Purtroppo la sua condizione di salute è peggiorata e infatti in Rappresentazione si sono manifestati altri segni della sua debolezza fisica: i riflessi rossi nei suoi capelli sono diventati grigi e ha delle borse visibili sotto gli occhi. Sviene stremata alla fine di Conformazione, dopo aver cercato di fermare Monarch, ma viene curata nell'episodio successivo, dopo che Gabriel sacrifica la sua vita tramite il desiderio avuto dall’unione dei Miraculous per ricongiungersi con Émilie nella morte. Nello speciale di Londra dopo il desiderio rivela a Bug Noire tutta la verità sulla complicità di Tomoe Tsurugi nel progetto Alliance e consapevole di essere stata loro complice è pronta ad accettare di andare in prigione ma Bug Noire la ferma perché lei è tutto ciò che resta ad Adrien e che possa fargli da madre. 
Nella sesta stagione diventa ufficialmente la tutrice legale di Adrien, invitandolo a scegliere ciò che gli piace fare che lo rende felice. Quando in Papys Garous i nonni materni e paterni di Adrien arrivano per decidere che ne avrà la sua custodia, ma alla fine è Adrien a decidere di lasciare che sia Nathalie a occuparsi di lui, essendosi affezionato a lei nonostante che non abbiano nessun legame di sangue. In El Toro de Piedra si scopre che fa parte di una società segreta, che era a conoscenza dell'identità segreta di cui anche Gabriel ere un membro e che dopo la sua scomparsa vorrebbero completare la missione Perfect World, composta da 12 persone, capitanata da suo padre, che desidera impossessarsi dei Miraculous della Coccinella e del Gatto Nero.
Gli unici a sapere della sua identità segreta sono: Gabriel, Tomoe, Marinette, Cerise, i Kwami della Miracle Box cinese, Alix, Alix del futuro venticinquenne, Alix del futuro settantenne, i due Fluff del futuro, e i 12 membri del progetto Perfect World, tra cui suo padre.

## Personaggi ricorrenti secondari

### Kwami
I Kwami sono delle piccole creature volanti e intangibili agli oggetti, sono simili a spiritelli con sembianze di animali e come mostrato nel finale della quinta stagione, almeno Tikki e Plagg hanno una forma gigantesca e più "umanoide". Ogni Kwami incarna uno dei tanti concetti astratti dell'universo, infatti si dice che quando un nuovo concetto nasca nell'universo nasce a sua volta un Kwami che lo rappresenta. Interagiscono con il mondo reale grazie ai loro Miraculous, che possono essere attivati dal possessore tramite la parola "Trasformami" (Sebbene a volte l'adattamento italiano cambi questa parola con la traduzione delle frasi inglesi), concedendogli poteri unici, che possono usare anche loro stessi, seppur non in modo stabile (come dimostrato da Plagg quando usa il Cataclisma autonomamente). Se il portatore è minorenne e ha usato il suo superpotere una volta, il Kwami perde energia e il suo portatore ha solo 5 minuti prima di ritrasformarsi, a meno che il Miraculous non venga usato per scopi malvagi; se invece è maggiorenne o adulto non ha apparentemente un limite di tempo, e può usare il suo potere più volte. Il limite degli adulti è stato per la prima volta accennato in Mayura, quando Papillon afferma che Ladybug e Chat Noir sono ancora inesperti per poter rimanere trasformati anche dopo l'uso dei loro superpoteri. Ciò è stato in seguito confermato nella terza stagione. Anche Ladybug e Chat Noir, a partire dall'episodio Révolution non hanno più il limite dei 5 minuti, in quanto maturati mentalmente, potendo usare i loro poteri quante volte desiderano. Per ricaricare al massimo la propria energia, il Kwami deve nutrirsi. Ogni Miraculous per un Kwami è assegnato a un'accessorio che i portatori indossano in base alla personalità della persona che lo indossa, poi i Miraculous tornano all'aspetto originario quando i Kwami si fondono con esso per trasformare il proprio portatore.
Un Kwami può fondere i suoi poteri con quelli di un altro Kwami. Per farlo un possessore deve essere trasformato, deve indossare entrambi o più Miraculous dei Kwami che vuole fondere e dire i nomi dei Kwami seguiti dalla parola "unitevi" oppure "doppia trasformazione". Si può rivelare anche la vera forma dei Kwami dicendo "rivelati". E inoltre i Kwami non sono in grado di essere visti o sentirli dalle telecamere o altri strumenti tecnologici. Nello speciale di New York si scopre che quando un possessore si trasforma il mascheramento quantico confonde le menti delle persone in modo da non scoprire l'identità segreta.
I Kwami sono sotto un incantesimo che impedisce a loro di rivelare le identità dei loro portatori e dei guardiani, se provano a rivelarle sputano delle bolle colorate.
Sono in grado di creare i Kwagatama, dei gioielli magici che donano ai loro portatori in segno di amicizia, unendo i capelli di tutti i possessori che hanno avuto nel corso del tempo e creano una resina magica, con essi i portatori possono parlare con i portatori dei loro rispettivi Miraculous dal passato dicendo la parola "Riunione", finora solamente Tikki, Plagg e Fluff hanno creato un Kwagatama, rispettivamente per Marinette, Adrien e Alix.
I Kwami visti nel corso della serie sono: 
GimmiÈ il Kwami della Realtà, è una fusione tra Tikki e Plagg nelle loro forme rivelate, in grado di esaudire qualsiasi desiderio, resettando l'universo.
TikkiÈ il Kwami della Creazione legata al Miraculous della Coccinella, degli orecchini rossi con i pois neri. Il suo superpotere è il Lucky Charm in grado di creare un oggetto a caso, quando dà energia a un portatore gli dona come arma uno yo-yo rosso a pois neri in grado di allungarsi all'infinito.
Attualmente la sua portatrice è Marinette.
PlaggÈ il Kwami della Distruzione legato al Miraculous del Gatto Nero, un anello nero con una zampa di gatto verde al centro. Il suo superpotere è il Cataclisma in grado di distruggere qualsiasi cosa, quando dà energia a un portatore gli dona come arma un bastone argentato con una zampa di gatto verde in grado di allungarsi all'infinito.
Attualmente il suo portatore è Adrien.
PollenÈ il Kwami della Sottomissione legata al Miraculous dell'Ape, un pettinino giallo con un'ape al centro. Il suo superpotere è il Veleno in grado di paralizzare chiunque, quando dà energia a un portatore gli dona come arma una trottola gialla a strisce nere in grado di allungarsi all'infinito. È molto gentile e raffinata, parla sempre in maniere educata.
Attualmente la sua portatrice è Zoé.
TrixxDoppiato in italiano da Davide Garbolino.
È il Kwami dell'Illusione legato al Miraculous della Volpe, una collana con le tonalità di arancione e la punta bianca a forma di coda di volpe. Il suo potere è il Miraggio in grado di creare illusioni, quando dà energia a un portatore gli dona come arma un flauto traverso a strisce arancioni e bianche, arma usata per creare illusioni. È molto nebrotico, e si ingelosisce facilmente quando i suoi portatori usano un altro Kwami, come quando Alya ha usato temporaneamente Tikki.
Attualmente la sua portatrice è Alya.
DuusuÈ il Kwami dell'Emozione legata al Miraculous del Pavone, una spilla blu con pietre rosse a forma di coda di pavone. Il suo superpotere è l'Amok in grado di creare Sentimostri / Sentiesseri; guardiani guidati dalle persone, quando dà energia a un portatore gli dona come arma un ventaglio blu, azzurro e fucsia con piume bianche a forma di coda di pavone, arma usata per creare le Amok. È molto iperattivo, ha molteplici sbalzi d'umore.
Attualmente il suo portatore è Pavonix.
NoorooDoppiato in italiano da Gianluca Crisafi.
È il Kwami della Trasmissione legato al Miraculous della Farfalla, una spilla viola con 4 ali bianche. Il suo superpotere sono le Akuma / Kamiko in grado di donare superpoteri a chiunque, quando dà energia a un portatore gli dona come arma uno scettro viola con all'interno uno spadino. È molto sensibile, e si spaventa facilmente.
Attualmente la sua portatrice è Cerise.
WayzzDoppiato in italiano da Antonio Palumbo.
È il Kwami della Protezione legato al Miraculous della Tartaruga, un braccialetto verde acqua a forma di guscio di tartaruga. Il suo superpotere è lo Scudo Protettivo, uno scudo verde scuro a forma di carapace, quando dà energia a un portatore è in grado di creare uno scudo di luce, arma usata per proteggersi e per essere lanciato. È molto saggio.
Attualmente il suo portatore è Nino.
LonggÈ il Kwami della Perfezione legato al Miraculous del Drago, un girocollo con una pietra rossa. Il suo superpotere è il Dragone del Fulmine - Dragone del Vento e Dragone dell'Acqua, in grado di diventare uno di questi elementi a scelta, quando dà energia a un portatore gli dona come arma una katana rossa che diventa gialla, azzurra e grigia asseconda che tipo di elemento si usa. Ha un forte animo da combattente.
Attualmente la sua portatrice è Katami.
SassÈ il Kwami dell'Intuizione legato al Miraculous del Serpente, un bracciale turchese a forma di serpente. Il suo superpotere è la Seconda Occasione in grado di avere nuove occasioni, quando dà energia a un portatore gli dona come arma una lira turchese, arma usata per distrarre l'avversario con la musica o essere lanciata addosso. È il più saggio dei Kwami, ed è una sorta di leader. Il suo cibo preferito è il Tofu.
Attualmente il suo portatore è Luka.
RoarrÈ il Kwami dell'Esaltazione legato al Miraculous della Tigre, un bracciale panjas argentato con una pietra magenta con una zampa di tigre gialla al centro. Il suo superpotere è la Collisione in grado di avere una super forza in combattimento, quando dà energia a un portatore gli dona come arma una bolas color magenta e bianca a strisce nere. Ha un carattere molto potente.
Attualmente la sua portatrice è Juleka.
StomppÈ il Kwami della Determinazione legato al Miraculous del Bue, un anello nasale blu con spuntoni gialli. Il suo superpotere è la Resistenza in grado di resistere a qualsiasi attacco, quando dà energia a un portatore gli dona come arma un grosso martello blu e giallo a forma di bue. Ha un carattere molto tosto.
Attualmente il suo portatore è Ivan.
XuppuÈ il Kwami della Derisione legato al Miraculous della Scimmia, un cerchietto dorato con dei piccoli cerchi marroni sul retro. Il suo superpotere è la Confusione in grado di confondere l'avversario, quando dà energia a un portatore gli dona come arma un Ruyi Jingu Bang di colore marrone e giallo alle estremità, arma usata per confondere. È molto immaturo è non perde occasione per fare battute, anche nelle situazioni più drammatiche.
Attualmente il suo portatore è Kim.
KaalkiÈ il Kwami della Migrazione legato al Miraculous del Cavallo, degli occhiali da sole. Il suo superpotere è il Portale con il potere di teletrasportarsi ovunque, quando dà energia a un portatore gli dona come arma un ferro di cavallo marrone con dei cerchi celesti usato come un boomerang. Ha una carattere molto fiero, e parla molto spesso con parole raffinate.
Attualmente il suo portatore è Max.
OrikkoÈ il Kwami della Pretesa legato al Miraculous del Gallo, un anello da pollice giallo a forma di becco di un gallo con delle strisce arancioni. Il suo superpotere è la Sublimazione in grado di avere un potere a scelta, quando dà energia a un portatore gli dona come arma una penna stilografica dorata e rossa, con una piuma e un cuore rosso al centro. È molto orgoglioso e si offende facilmente.
Attualmente il suo portatore è Marc.
BarkkÈ il Kwami della Adorazione legata al Miraculous del Cane, un collare nero con alle estremità due teste di cane argentate e con dei cerchi arancioni al centro e ai lati. Il suo superpotere è Riporta in grado di prendere un oggetto lontano, quando dà energia a un portatore gli dona come arma una pallina di color seppia, marrone, arancione e bianco con un cerchio celeste. Come i veri cani tende a fare da guardia ma è anche affettuosa e giocherellona.
Attualmente la sua portatrice è Sabrina.
FluffÈ il Kwami dell'Evoluzione legata al Miraculous del Coniglio, un orologio da tasca azzurro e bianco con dei cerchi gialli. Il suo superpotere è la Tana in grado di spostarsi in varchi dimensionali, quando dà energia a un portatore gli dona come arma un ombrello bianco e azzurro con dei cerchi gialli. È molto impaziente, e si agita facilmente, questo è dovuto al suo potere di viaggiare nel tempo. Il suo potere è l'unico che può essere usato più di una volta anche da un minorenne, perché siccome il suo Miraculous controlla il tempo, non è influenzato esso dal tempo.
Attualmente la sua portatrice è Alix.
ZiggyÈ il Kwami della Passione legata al Miraculous della Capra, dei fermagli per capelli neri a forma di corna di capra. Il suo superpotere è la Genesi in grado di creare un oggetto a piacimento, quando dà energia a un portatore gli dona come arma un enorme pennello a strisce nere e bianche. È molto sensibile ed emotiva.
Attualmente il suo portatore è Nathaniel.
MulloÈ il Kwami della Moltiplicazione legato al Miraculous del Topo, una collana con una moneta argentata con un buco al centro con dei topi rosa ricamati. Il suo superpotere è la Moltitudine, in grado di creare cloni minuscoli o di dimensioni uguali, quando dà energia a un portatore gli dona come arma una corda per saltare di colore rosa. Tende a fare molti scherzi.
Attualmente la sua portatrice è Mylène.
DaizziÈ il Kwami del Giubilo legato al Miraculous del Maiale, una cavigliera rosa e bianco con delle pietre rosa tonde. Il suo superpotere è il Dono in grado di vedere i desideri più profondi, quando dà energia a un portatore gli dona come arma un tamburello rosa a strisce bianche. Ha sempre molta fame, è si spaventa molto facilmente.
Attualmente la sua portatrice è Rose.
LiiriÈ il Kwami della Libertà legato al Miraculous dell'Aquila, una collana marrone, d'oro e bianco a forma di artiglio d'aquila. Il suo superpotere è la Liberazione in grado di liberare i propri limiti auto imposti dalle persone, quando dà energia a un portatore gli dona come arma un rombo di color marrone scuro al centro e marrone chiaro alle estremità, in grado di allungarsi all'infinito.
Attualmente la sua portatrice è Jessica.
Tikki (2º Universo)È il Kwami della Creazione legata al Miraculous della Coccinella proveniente 2º Universo. Ha gli stessi poteri della sua variante.
Attualmente la sua portatrice è Marinette del 2º Universo.
Plagg (2º Universo)È il Kwami della Distruzione legato al Miraculous del Gatto Nero, ha gli stessi poteri della sua variante.
Attualmente il suo portatore è Adrien del 2º Universo.
Nooroo (2º Universo)È il Kwami della Trasmissione legato al Miraculous della Farfalla, ha gli stessi poteri della sua variante.
Attualmente il suo portatore è Gabriel del 2º Universo.

### Poteri dei Miraculous
Lucky Charm
Consente al possessore di creare un oggetto che aiuterà a risolvere il problema della situazione. L'utente non ha alcun controllo su quale oggetto viene creato, il Lucky Charm fornisce semplicemente l'oggetto perfetto per la situazione attuale. Spetta all'utente capire come utilizzare l'oggetto creato. (Coccinella)
Cataclisma
Consente al possessore di caricare la mano un'energia distruttiva, permettendogli di distruggere tutto ciò che tocca. (Gatto Nero)
Veleno
Consente al possessore di trasformare la propria mano in un pungiglione e di immobilizzare un avversario pungendolo. (Ape)
Miraggio
Consente al possessore di creare un'illusione iperrealistica di qualsiasi cosa gli venga in mente. (Volpe)
Amokizzazione
Consente al possessore di manifestare un Sentimostro (se lo usa a scopi negativi) o un Sentiessere (se lo usa a scopi positivi), un essere vivente nato dalle proprie emozioni, creando un'Amok. (Pavone)
Kamikotizzazione / Akumizzazione
Consente al possessore di trasformare una persona o un animale in un essere sovrumano con poteri che corrispondono alla natura e alla situazione della persona, creando una Kamiko / Akuma o Megakuma oppure un'Ultrakuma. La Kamikotizzazione viene utilizzata se il possessore usa il Miraculous a scopi positivi e la Akumizzazione per scopi negativi. Chi viene al contatto con l'Akuma / Kamiko diventa un fedele seguace del possessore del Miraculous della Farfalla. (Farfalla)
Scudo Protettivo
Consente al possessore di materializzare un campo di forza quasi indistruttibile per proteggere sé stesso e le altre persone vicine oppure un oggetto importante. (Tartaruga)
Dragone del Fulmine - Dragone del Vento - Dragone dell'Acqua
Consente al possessore di trasformarsi in un elemento meteorologico naturale a sua scelta; fulmine, vento o acqua. (Drago)
Seconda Occasione
Consente al possessore di contrassegnare un punto nel tempo e in seguito di attivare l'alimentazione per invertire il tempo fino al punto contrassegnato. La memoria dell'utente e del Kwami rimane intatta, consentendo all'utente di conoscere il futuro immediato e modificare gli eventi a proprio piacimento. (Serpente)
Collisione
Consente al possessore di raccogliere un'immensa quantità di energia nel pugno, permettendogli di scatenare un pugno incredibilmente potente, che fa volare il bersaglio a una distanza molto lontana e crea un'onda d'urto molto ampia. (Tigre)
Resistenza
Consente al possessore di rendersi invulnerabile agli attacchi e ai poteri di altre persone o altro. (Bue)
Confusione
Consente al possessore di evocare un oggetto che interromperà le capacità di chiunque lo tocchi. (Scimmia)
Portale
Consente al possessore di aprire un portale, attraverso il quale si può viaggiare in qualsiasi luogo desiderato. (Cavallo)
Sublimazione
Consente al possessore di darsi qualsiasi abilità speciale che sceglie. (Gallo)
Riporta
Consente al possessore di trasportare istantaneamente qualsiasi oggetto dal possesso di qualcun altro al proprio in qualsiasi luogo si trovi dopo che la palla è entrata in contatto con esso. (Cane)
Tana
Consente al possessore di aprire un portale, attraverso il quale è possibile entrare in una dimensione tascabile piena di piccoli portali che è possibile utilizzare per visualizzare e viaggiare in qualsiasi momento desiderato. (Coniglio)
Genesi
Consente al possessore di produrre qualsiasi oggetto che può immaginare (Capra)
Moltitudine
Consente al possessore di rimpicciolirsi fino a dimensioni simili a quelle di un insetto e dividersi in un numero di cloni ugualmente piccoli oppure di dividersi in grandezza standard a seconda dell'altezza del possessore. (Topo)
Dono
Consente al possessore di creare una scatola regalo magica che quando viene aperta davanti al bersaglio, rivela un'immagine del suo desiderio più profondo, portandogli la felicità. (Maiale)
Liberazione
Consente al possessore di liberare le persone da tratti di personalità che limitano il loro pieno potenziale. (Aquila)
Altri Poteri
De-Akumizzazione
Consente al possessore di purificare un oggetto corrotto, come un'Akuma / Kamiko o un'Amok. (Coccinella)
Magical Charm
Consente al possessore di creare un piccolo talismano magico che può allontanare le Akuma e impedire che la persona in possesso di esso venga akumizzata. (Coccinella)
Miraculous ......
Quando il Lucky Charm viene lanciato in aria, crea uno sciame di coccinelle magiche che riparano tutti i danni causati dalla recente crisi, il nome del potere cambia a seconda del nome del portatore del Miraculous della Coccinella. (Coccinella)
Miraculous ......
Quando il Cataclisma viene lanciato in aria, crea uno sciame nero, che distrugge qualsiasi cosa sia stata "creata" indirettamente dalla precedente crisi, ad esempio cancellando la memoria delle persone come se non fosse mai esistita. Il nome del potere cambia a seconda del nome del portatore del Miraculous del Gatto Nero. (Gatto Nero)
Visione notturna
Consente al possessore di vedere chiaramente al buio. (Gatto Nero)
Potere Assoluto
Consente al possessore di raggiungere il potere assoluto e di ottenere un unico desiderio che può riscrivere la realtà. (Gatto Nero e Coccinella)
Rimozione della puntura
Consente al possessore di liberare le vittime dalla paralisi semplicemente schioccando le dita. (Ape)
Realtà
Consente al possessore di far sparire l'illusione. (Volpe)
Distruzione dei Sentimostri / Sentiesseri
Consente al possessore di distruggere un Sentimostro / Sentiessere, purificando l'Amok, semplicemente schioccando le dita. (Pavone)
Megakuma
Consente al possessore di creare un'Akuma in grado di infrangere le barriere Anti-Akuma, creata dai Magical Charm del portatore del Miraculous della Coccinella, disintegrando il talismano. (Farfalla)
Ultrakuma
È una versione più potente della Megakuma, in grado di superare la barriera dei Magical Charm, è noto che consentono di sparare Antikuma attraverso la maschera di luce dei suoi cattivi akumatizzati. Queste Antikuma sono raggi di energia a forma di farfalla che, una volta colpito un possessore di Miraculous, sono in grado di interrompere la trasmissione di poteri tra esso e il suo Miraculous, rendendolo temporaneamente impotente. (Farfalla)
Messaggio delle Akuma / Kamiko
Consente al possessore di rilasciare uno sciame di Akuma / Kamiko che formano la forma del viso del portatore e proiettano la sua voce. (Farfalla)
Rallentamento del tempo
Consente al possessore di rallentare il tempo mentre akumizza / kamikotizza o amoktizza qualcuno. (Farfalla e Pavone)
Rimozione del potere
Consente al possessore di togliere i poteri a un akumizzato / kamikotizzato, o da un Sentimostro / Sentiessere purificando l'Amok o l'Akuma / Kamiko, semplicemente schioccando le dita. (Farfalla e Pavone)
Empatia
Consente al possessore di percepire e sentire le emozioni degli altri. (Farfalla e Pavone)
Telepatia
Consente al possessore di formare una connessione telepatica con il bersaglio. (Farfalla, Pavone e Volpe)
Controllo corporeo
Consente al possessore di controllare il corpo del proprio alleato. (Farfalla, Pavone e Volpe)
Togli Scudo
Consente al possessore di smaterializzare il campo di forza. (Tartaruga)
Visione a infrarossi
Consente al possessore di vedere chiaramente al buio tramite il calore corporeo. (Serpente)
Unione
Consente al possessore di ricombinarsi con i propri cloni e tornare alle dimensioni normali. (Topo)
Calma
Consente al possessore di dissipare gli effetti del suo potere. (Aquila)
Unificazione
Consente al possessore di attivare due o più Miraculous contemporaneamente. (Tutti)

### Rose Lavillant / Pigella
Doppiata in francese da Jessie Lambotte e in italiano da Francesca Teresi. 
È una dolce e gentile studentessa della classe della signorina Bustier, nonché la cantante principale del gruppo Kitty Section. La sua migliore amica è Juleka (e poi si fidanzeranno). Nell'episodio della prima stagione, Principessa Fragranza, dopo che Chloé le strappa una lettera che aveva scritto per il Principe Alì, viene akumizzata in Principessa Fragranza, che può spruzzare del profumo per ipnotizzare le persone e renderle suoi servi.
Nell'episodio della terza stagione, Félix, viene riakumizzata in Principessa Fragranza e assieme a Lady Wi-Fi e Reflekta forma il Trio delle Castigatrici, che vuole vendicarsi di Félix per essersi spacciato da Adrien e aver insultato il loro video.
Nell'episodio della quarta stagione, Guiltrip, per salvare Juleka, Ladybug le affida temporaneamente il Miraculous del Maiale con cui diventa Pigella. La sua arma è un tamburello e il suo potere speciale "Dono", gli permette di far vedere alle persone quello che desiderano dal profondo del cuore. Nello stesso episodio si scopre che ha una malattia cronica da quando è piccola che va e viene all'improvviso e che a volte necessita di cure ospedaliere. 
Dalla fine della quinta stagione possiede definitivamente il Miraculous del Maiale, divenendone portatrice permanente.
Gli unici a sapere della sua identità segreta sono: Marinette, Tikki, Daizzi, Plagg, Adrien, Alix, Alix del futuro venticinquenne, Alix del futuro settantenne, Fluff e i due Fluff del futuro.

### Juleka Couffaine / Tigre Viola
Doppiata in francese da Marie Nonnenmancher e in italiano da Barbara Sacchelli.
È una studentessa della signorina Bustier, non è molto socievole e spesso non è notata dalla gente. Lei e suo fratello gemello Luka sono i chitarristi del gruppo musicale Kitty Section. Veste in modo dark e ha i capelli lisci e neri e delle meches viola. La sua migliore amica è Rose (dopo si fidanzeranno). Nell'episodio della prima stagione, Refleka, dopo che Chloé le impedisce di partecipare alla foto di classe, viene akumizzata in Reflekta, che ha il potere di trasformare la gente in suoi cloni. In Reflekdoll, dopo aver perso l'opportunità di partecipare a un servizio fotografico con le sue amiche, viene riakumizzata in Reflekta, ottenendo anche Reflekdoll, un Sentimostro che amplifica i suoi poteri. Sempre nella terza stagione, in Félix viene nuovamente riakumizzata in Reflekta e assieme a Principessa Fragranza e Lady Wi-Fi formano il Trio delle Castigatrici.
Nell'episodio della quarta stagione, Guiltrip, viene riakumizzata in Reflekta, accompagnata dal Sentimostro Guiltrip, che risucchia le persone al suo interno facendole sentire tristi, in colpa e trasformandole in Reflekta. In Crocoduel, Ladybug le affida temporaneamente il Miraculous della Tigre diventando Tigre Viola (Tigresse Pourpre in originale). La sua arma è una frusta bola e il suo potere speciale "Collisione" (chiamato erroneamente "Potere" o "Pugno") permette di incanalare energia nella mano per sferrare un pugno energetico.
Nell'episodio della quinta stagione, in Confronto, a causa dei moduli contraffatti da Lila e Chloé, credendo di essere costretta a ripetere l'anno, viene riakumizzata in Reflekta con il potere del Miraculous della Tigre e armata di un ventaglio che le permette di creare cloni di sé stessa con i suoi stessi poteri, le cui azioni e movimenti rispecchiano perfettamente i suoi.
Dalla fine della quinta stagione possiede definitivamente il Miraculous della Tigre, divenendone portatrice permanente.
Nella sesta stagione Ladybug e Chat Noir la sottopongono a un allenamento speciale per far evolvere i suoi poteri, come hanno fatto loro, permettendogli di non ritrasformarsi dopo aver usato una volta i loro poteri speciali permettendo di usarli in maniera illimitata.
Gli unici a sapere della sua identità segreta sono: Marinette, Tikki, Roarr, Plagg, Adrien, Alix, Alix del futuro venticinquenne, Alix del futuro settantenne, Fluff e i due Fluff del futuro.

### Sabrina Raincomprix / Miss Segugio
Doppiata in francese da Marie Nonnenmancher e in italiano da Fabiola Bittarello.
Era la migliore amica di Chloé dalla scuola elementare e non la lascia mai non avendo avuto altri amici prima. È molto intelligente e si ritrova sempre a passare i compiti a Chloé ed eseguirne tutti gli ordini, qualunque essi siano. Nell'episodio Antibug, a seguito di un litigio con Chloé, è stata akumizzata nell'Invisibile e grazie alla sua invisibilità fa terribili scherzi alla ragazza. Nello speciale Il Giorno degli Eroi viene akumizzata nell'Invisibile versione scarlatta, ma viene subito sconfitta da Ladybug dopo che stava cercando di seguirla per trovare il Guardiano.
Nella terza stagione, dopo che Chloé la offende affermando che lei non ha poteri e quindi non hanno niente in comune, incluso il non potere capire Sabrina (secondo Chloé) quanto Chloé si sia sentita ferita a non esser stata chiamata da Ladybug, cade nuovamente vittima di un'Akuma di Papillon: diventa questa volta Miraculer, che è capace di rubare i poteri di altri possessori di Miraculous semplicemente toccandoli con il suo bastone, per usarli a suo piacimento e così sorprendere Chloé.
Nella quarta stagione, in Penalteam, Ladybug le affida temporaneamente il Miraculous del Cane diventando Miss Segugio, (Traquemoisselle in originale). La sua arma è una palla e il suo potere speciale "Riporta" le consente di trasportare qualsiasi oggetto che venga toccato dalla sua palla dal possesso di qualcun altro al proprio. Essendo lei sotto l'effetto di Risk nell'episodio omonimo, il suo Miraculous passa momentaneamente a Félix.
Nella quinta stagione, nell'episodio Adoration, quando Chloé minaccia di porre fine alla loro amicizia se non l'aiuterà a incastrare Marinette, viene riakumizzata nell'Invisibile con il potere della Adorazione del Miraculous del Cane, che grazie al suo fischietto può segnare tutti gli oggetti che tocca e riportarli non appena vi fischia, e quello di rendersi poco visibile a sua scelta. Più tardi, a fine Derisione capisce che Chloé non le vuole bene e ama solo a sé stessa.
In Confrontation, apparentemente aiuta Lila e Chloé a calunniare Marinette, ma in realtà, grazie alla collaborazione con quest'ultima riesce a far capire alla scuola le brutte intenzioni di Lila e Chloé, con cui rompe definitivamente l'amicizia.
Dalla fine della quinta stagione possiede definitivamente il Miraculous del Cane, diventandone portatrice permanente. Purtroppo, a causa delle sue azioni passate, quando era tirapiedi di Chloé ha difficoltà a inserirsi con gli altri compagni di classe. Zoé è la prima a cercare di coinvolgerla e a lasciarsi il passato alle spalle. Grazie all'incoraggiamento suo e anche quello di Ladybug acquista fiducia in se stessa tanto da cambiare anche il suo outfit da supereroina.
Nella sesta stagione Ladybug e Chat Noir la sottopongono a un allenamento speciale per far evolvere i suoi poteri, come hanno fatto loro, permettendogli di non ritrasformarsi dopo aver usato una volta i loro poteri speciali permettendo di usarli in maniera illimitata.
Le uniche a sapere della sua identità segreta sono: Marinette, Tikki, Barkk, Plagg, Adrien, Alix, Alix del futuro venticinquenne, Alix del futuro settantenne, Fluff e i due Fluff del futuro.

### Mylène Haprèle / Polymouse
Doppiata in francese da Jessie Lambotte e in italiano da Alessandra Bellini.
È una studentessa della Françoise Dupont. È una ragazza robusta e un po' bassa, timida e dolce ed è fidanzata con Ivan. Dopo che Chloé la prende in giro per la sua paura, nell'episodio Horrificator viene akumizzata in Horrificator, un mostro che sputa una specie di melma appiccicosa e diventa sempre più grande e forte quando la gente intorno a lei ha paura; se invece le persone non hanno paura, si rimpicciolisce. Viene riakumizzata in La gang dei segreti.
Nella quarta stagione, in Mega Sanguisuga, Ladybug le affida il Miraculous del Topo diventando Polymouse. La sua arma è una corda per saltare e il suo potere speciale Multitude o Moltitudine chele consente di moltiplicarsi in copie minuscole o di altezza uguale di sé stessa, ognuna indipendente dalle altre.
Dalla fine della quinta stagione possiede definitivamente il Miraculous del Topo, divenendone portatrice permanente.
Nella sesta stagione Ladybug e Chat Noir la sottopongono a un allenamento speciale per far evolvere i suoi poteri, come hanno fatto loro, permettendogli di non ritrasformarsi dopo aver usato una volta i loro poteri speciali permettendo di usarli in maniera illimitata.
Gli unici a sapere della sua identità segreta sono: Marinette, Tikki, Mullo, Plagg, Adrien, Alix, Alix del futuro venticinquenne, Alix del futuro settantenne, Fluff e i due Fluff del futuro.

### Alix Kubdel / Bunnix
Doppiata in francese da Adeline Chetail (stagione 1), Marie Nonnenmancher (stagione 2+) e in italiano da Lucrezia Marricchi.
È una ragazza franco-araba, studentessa di 14 anni (a inizio serie) 15 anni (da Chronogirl), 16 anni (dalla sesta stagione), frequenta la classe della signorina Bustier e la passione per lo sport. Dopo che il suo prezioso orologio di famiglia viene distrutto, nell'episodio Chronogirl viene akumizzata in Chronogirl, che è in grado di tornare indietro nel tempo assorbendo il tempo dalle altre persone e cancellandole dalla realtà.
In Timetagger viene rivelato che in futuro avrà il Miraculous del Coniglio e sarà un'eroina chiamata Bunnix. Grazie al superpotere chiamato "Tana" è in grado di teletrasportarsi nel tempo e nello spazio, dove ci sono diverse linee temporali, e lotta per mezzo di un ombrello. A causa dei poteri del suo Miraculous, viene considerata l'ultima chance per gli eroi nel futuro.
Nella quinta stagione, in Evoluzione, dopo il furto dei Miraculous da parte di Monarch prima le viene affidato il Miraculous del Cane diventando Canigirl per aiutare Ladybug e Chat Noir a recuperare il Miraculous del Coniglio e una volta recuperato, unisce i Miraculous diventando Bunny Dog, a fine missione Ladybug glielo affida permanentemente in modo che possa proteggerlo viaggiando nel tempo. Alla fine della quinta stagione ritorna nel presente, ma quando qualcun altro sta usando il Miraculous della Farfalla per scopi negativi Marinette le dice che non deve ancora ritornare nel presente.
Gli unici a sapere della sua identità segreta sono: Alim, Jalil, i Kwami della Miracle Box cinese, Barkk del passato, i due Fluff del futuro, la sé stessa venticinquenne, la sé stessa settantenne, i suoi ex compagni di classe, Markov, Marc, Zoé, Denis, Caline, Olga, Jean-Pierre, Armand D'Argencourt, Gabriel, Nathalie e Tomoe e in passato Wang Fu.

### Ivan Bruel / Minotaurox
Doppiato in francese da Franck Tordjman e in italiano da Marco Giansante. 
È un grosso ragazzo un po' chiuso con gli altri, è stata la prima persona a venire akumizzata da Papillon, suona la batteria nella band Kitty Section ed è fidanzato con Mylène. Nell'episodio Ladybug e Chat Noir (Le Origini - parte 1) viene akumizzato in Cuore di Pietra, un mostro di pietra che diventa più grande ogni volta che viene colpito; poiché Ladybug si dimentica di catturare la sua Akuma, nella seconda parte viene riakumizzato.
Nella quarta stagione, in Penalteam, Ladybug gli affida temporaneamente il Miraculous del Bue diventando Minotaurox. La sua arma è un martello e il suo potere speciale "Resistenza" gli permette di rendersi invulnerabile agli attacchi e ai poteri di altre persone, si scopre che lui ha una sorella minore.
Dalla fine della quinta stagione possiede definitivamente il Miraculous del Bue, diventandone portatore permanente.
Nella sesta stagione Ladybug e Chat Noir lo sottopongono a un allenamento speciale per far evolvere i suoi poteri, come hanno fatto loro, permettendogli di non ritrasformarsi dopo aver usato una volta i loro poteri speciali permettendo di usarli in maniera illimitata.
In El Toro de Piedra si scopre che suo padre, Raúl Bruel, era un noto criminale conosciuto come "El Toro" che è rimasto in prigione per le sue passate attività criminali. Quando la signorina Bustier avvia il programma per i carcerati "Nuova Occasione" gli viene dato un lavoro come guardia di sicurezza al Museo del Louvrè il padre cerca di coinvolgere suo figlio in un furto, ma non volendo che suo padre venga arrestato decide di andare contro di lui e non aiutarlo. In un primo momento, temendo di essere uguale al padre vuole rinunciare al suo Miraculous, ma Ladybug lo convince che lui è un bravo ragazzo e a non arrendersi aiutandolo così a sconfiggere suo padre akumizzato in Toro de Pietra a cui consegna, poi una lettera per fargli capire come si sente e cosa vorrebbe da lui.
Gli unici a sapere della sua identità segreta sono: Marinette, Tikki, Stompp, Plagg, Adrien, Alix, Alix del futuro venticinquenne, Alix del futuro settantenne, Fluff e i due Fluff del futuro.

### Kim Chiến Lê Ature / Monkey King
Doppiato in francese da Alexandre Nguyen e in italiano da Alessio Nissolino.
È un ragazzo vietnamita-francese, figlio adottivo di due padri omosessuali ed è il ragazzo più atletico della classe della signorina Bustier. Aveva una cotta per Chloé nella prima stagione, ma dalla seconda, umiliato da lei pesantemente, inizia a frequentare la sua compagna di piscina Ondine. Ciò nonostante, nella quinta stagione sembra trovare Chloé "deliziosa" e divertenti i suoi scherzi cattivi. Nell'episodio Dark Cupido, dopo che Chloé respinge i suoi sentimenti, viene akumizzato in Dark Cupido, che è in grado di spezzare i legami di amore e amicizia lanciando frecce. Nell'episodio della seconda stagione Catalyst (Il Giorno degli Eroi - Parte 1) viene akumizzato da Scarlet Moth in Dark Cupido versione scarlatto che lo usa per creare emozioni negative per riakumizzare la gente ma viene deakumizzato grazie a Ladybug.
Nell'episodio Guastafeste il Maestro Fu gli affida il Miraculous della Scimmia per aiutare gli eroi nella lotta contro Guastafeste e grazie al suo Kwami Xuppu si trasforma in Monkey King (Roi Singe in originale), che con il suo superpotere chiamato Confusione può mandare momentaneamente in tilt i poteri del nemico. La sua arma è il Ruyi Jungu Bang, riferimento al bastone magico usato dalla scimmia immortale Sun Wukong del romanzo Il viaggio in Occidente (al quale rimanda anche il suo Miraculous che è un cerchio che si porta alle tempie).
Nella quinta stagione, nell'episodio Derisione in un flashback viene mostrato che Marinette aveva una cotta per lui ma lui seguendo un consiglio di Chloé le fece uno scherzo crudele spezzandole il cuore. Poiché non capisce perché venga rimproverato per questo fatto da Ondine e Adrien viene akumizzato in Dark Humor, una versione più forte di Dark Cupido dotato di un sensore a monocolo e con le frecce potenziate dal potere della Derisione del Miraculous della Scimmia, in modo da colpire le persone per indurli a fare scherzi. Una volta capito lo sbaglio chiede perdono a Marinette e lei accetta le sue scuse.
Dalla fine della quinta stagione possiede definitivamente il Miraculous della Scimmia, diventando un portatore permanente.
Nella sesta stagione Ladybug e Chat Noir lo sottopongono a un allenamento speciale per far evolvere i suoi poteri, come hanno fatto loro, permettendogli di non ritrasformarsi dopo aver usato una volta i loro poteri speciali permettendo di usarli in maniera illimitata.
Gli unici a sapere della sua identità segreta sono: Marinette, Tikki, Xuppu, Nooroo, Plagg, Adrien, Gabriel, Nathalie, Duusu, Chloé, Pollen, Trixx, Sass, Wayzz, Kaalki, Tomoe, Cerise, Alix, Alix del futuro venticinquenne, Alix del futuro settantenne, Fluff e i due Fluff del futuro e in passato Wang Fu.

### Max Kanté / Pegasus
Doppiato in francese da Martial Le Minoux e in italiano da Omar Vitelli.
È un ragazzo sudafricano, molto intelligente che studia nella classe della signorina Bustier. Nell'episodio Gamer, dopo aver perso contro Marinette a un gioco che gli avrebbe permesso di partecipare a un importante torneo, viene akumizzato in Gamer, in grado di creare un robot gigantesco assorbendo l'energia delle altre persone.
Nell'episodio Startrain riceve il Miraculous del Cavallo, una specie di occhiali da sole che quando il Kwami Kaalki si trova all'interno lo trasforma in Pegasus (Pégase in originale), che aiuterà gli eroi in "missioni difficili". Il suo superpotere si chiama Portale e gli permette di creare dei portali che lo facciano arrivare dovunque vuole. La sua arma è un ferro di cavallo che si può aprire e usare come boomerang.
In Gamer 2.0 viene akumizzato in Gamer 2.0 dopo che nessuno poteva giocare con lui al suo nuovo videogioco fa svanire molti parigini che sono stati akumizzati per usare le loro identità da supercattivi come avatar nel suo gioco.
Dalla fine della quinta stagione, come per gli altri eroi, possiede definitivamente il Miraculous del Cavallo, diventando così un portatore permanente.
Nella sesta stagione Ladybug e Chat Noir lo sottopongono a un allenamento speciale per far evolvere i suoi poteri, come hanno fatto loro, permettendogli di non ritrasformarsi dopo aver usato una volta i loro poteri speciali permettendo di usarli in maniera illimitata.
Gli unici a sapere della sua identità segreta sono: Markov, Marinette, Adrien, Plagg, Tikki, Kaalki, Nooroo, Chloé, Pollen, Xuppu, Trixx, Sass, Wayzz, Duusu, Plagg, Adrien, Gabriel, Nathalie, Tomoe, Cerise, Alix, Alix del futuro venticinquenne, Alix del futuro settantenne, Fluff e i due Fluff del futuro e in passato Wang Fu.

### Nathaniel Kurtzberg / Caprikid
Doppiato in francese da Franck Tordjman e in italiano da Gianluca Cortesi. 
È uno studente della classe della signorina Bustier. È introverso e gentile, ama l'arte, ma si vergogna di mostrare i suoi disegni. Ha avuto una temporanea cotta per Marinette e successivamente per Ladybug, ma poi si fidanzerà con Marc. Dopo che Chloé si prende gioco dei suoi disegni, nell'episodio Il Dessinateur, viene akumizzato in Dessinateur (chiamato anche Evillustrator), che può rendere reale qualsiasi cosa disegni.
Nella quarta stagione, in Penalteam, Ladybug gli affida temporaneamente il Miraculous della Capra diventando Caprikid. La sua arma è un bastone da pennello e il suo potere speciale "Genesi" gli permette di creare qualsiasi oggetto che possa immaginare.
Dalla fine della quinta stagione, come per gli altri eroi, possiede definitivamente il Miraculous della Capra, diventando così portatore permanente.
Nella sesta stagione Ladybug e Chat Noir lo sottopongono a un allenamento speciale per far evolvere i suoi poteri, come hanno fatto loro, permettendogli di non ritrasformarsi dopo aver usato una volta i loro poteri speciali permettendo di usarli in maniera illimitata.
Nell'episodio La Redresseuse lui e Marc si rivelano le reciproche identità.
Le uniche a sapere della sua identità segreta sono: Marinette, Tikki, Ziggy, Plagg, Adrien, Marc, Orikko, Alix, Alix del futuro venticinquenne, Alix del futuro settantenne, Fluff e i due Fluff del futuro.

### Katami Tsurugi / Ryuko
Doppiata in francese da Clara Soares e in italiano da Benedetta Ponticelli.
Katami (Kagami nella versione originale) è una ragazza giapponese con i capelli corti blu e gli occhi marrone chiaro a mandorla. È una nuova studentessa di scherma che attrae Adrien, essendo una rivale per lui nel corso di scherma, finisce per prendersi una cotta per lui. Convinta di aver perso una sfida di scherma tra lei e Adrien, nell'episodio Risposta, viene akumizzata in Risposta, che possiede eccellenti doti da schermitrice. 
Nella terza stagione, in Oni-Chan, dopo aver visto una foto di Lila che bacia la guancia di Adrien, viene riakumizzata nuovamente da Papillon, diventando questa volta Oni-Chan, con la nuova abilità di fare crescere un corno sulla fronte di una persona e usarlo come antenna parabolica per scambiare il suo posto con una persona vicina alla vittima ogni volta che riceve un messaggio. In Ikari Gozen sua madre Tomoe viene akumizzata e quindi a Katami le viene consegnato il Miraculous del Drago e diventa Ryuko, la cui arma è una spada. Con i suoi tre superpoteri chiamati Dragone del Vento, Dragone dell'Acqua e Dragone del Fulmine, è in grado di trasformarsi negli elementi omonimi. Nello stesso episodio diventa amica di Marinette, alla quale si mostra determinata e dura anche se con il sorriso quando lega con qualcuno, pur non avendo una grande vita sociale e non conoscendo tanto il mondo fuori da casa propria. A inizio quarta stagione, in Bugia, viene akumizzata in Bugia, con una barriera di energia che ha il potere di immobilizzare chiunque abbia mai mentito. Nello stesso episodio si lascia con Adrien, ma nella quinta stagione Gabriel e Tomoe vogliono che i due stiano insieme.
Nella quinta stagione, in Perfezione, pensando di non essere abbastanza perfetta per essere amica di Marinette o di chiunque altro viene akumizzata in Ryukomori, una gigantessa fatta di nuvole intangibile con il potere della Perfezione del Miraculous del Drago. Successivamente, in Protezione a causa delle bugie di Lila, viene akumizzata in Risposta Prime una versione più potente di Risposta, che oltre ai suoi vecchi poteri può applicare scudi con il potere della Protezione del Miraculous della Tartaruga, ma su una persona alla volta.
In Représentation la si vede assieme a Félix mostrando come i due stiano ufficialmente insieme e assieme a lui rivela a Marinette, che Katami ha scoperto essere Ladybug in Perfezione, la verità su Fèlix, Adrien e i loro genitori.
Dalla fine della quinta stagione, come per gli altri eroi, possiede definitivamente il Miraculous del Drago, diventando così una portatrice permanente.
Nella sesta stagione Ladybug e Chat Noir la sottopongono a un allenamento speciale per far evolvere i suoi poteri, come hanno fatto loro, permettendogli di non ritrasformarsi dopo aver usato una volta i loro poteri speciali permettendo di usarli in maniera illimitata.
Gli unici a sapere della sua identità segreta sono: Marinette, Tikki, Longg, Adrien, Plagg, Nooroo, Gabriel, Nathalie, Duusu, Tomoe, Félix, Cerise, Alix, Alix del futuro venticinquenne, Alix del futuro settantenne, Fluff e i due Fluff del futuro e in passato Wang Fu.

### Luka Couffaine / Viperion
Doppiato in francese da Gauthier Battoue e in italiano da Stefano Sperduti.
È il fratello gemello di Juleka e appare per la prima volta nella seconda stagione, nell'episodio Captain Hardrock. È un ragazzo calmo e misterioso, che per sua stessa ammissione preferisce esprimersi attraverso la musica con la sua chitarra, anziché con le parole. Ha sia i capelli sia gli occhi turchesi. È il chitarrista del gruppo musicale Kitty Section, di cui fa parte anche la sorella.
Nell'episodio della terza stagione Silencer, dopo che il produttore discografico Bob Roth ruba la sua musica e i costumi del gruppo, viene akumizzato in Silencer, che ha il potere di rubare le voci altrui e conservarle nel suo casco, per poi usarle per i suoi scopi. Nello stesso episodio si dichiara a Marinette. In Desperada diventa il portatore del Miraculous del Serpente, Viperion. Il suo potere è quello della Seconda Occasione, che usa per riavvolgere il tempo ad un momento contrassegnato ogni volta che lo vuole; la sua arma è una lira.
Nella quarta stagione, nel primo episodio, a causa dei segreti che Marinette non può dirgli viene akumizzato in Verità, un supercattivo con il potere di far dire la verità a chiunque e aiutato dal suo Sentimostro Light Eye, che immobilizza le persone in modo che dicano la verità, in questa occasione scopre che suo padre è Jagged Stone.
Nella puntata Wishmaker scopre le vere identità di Ladybug e Chat Noir ma decide di mantenere il segreto senza che i due immagino che lui sa la verità.
Nella quinta stagione, nell'episodio Migrazione, quando Bob Roth inganna lui e i Kitty Section, Monarch cerca farlo ridiventare Silencer, scoprendo che conosce le vere identità di Ladybug e Chat Noir e cerca di farsi rivelare le loro identità segrete. Ma lui si rifiuta e mantiene il segreto e, dopo aver confessato ai due eroi che conosce le loro identità, decide di partire in giro per il mondo con Penny, suo padre e Fang in modo da proteggere il loro segreto. Tornerà nel finale della quinta stagione per affiancare la Resistenza a combattere i Miraculizzati e si scopre che mentre era in viaggio ha incontrato Su-Han e lui, Jagged, Penny e Fang sono diventati apprendisti-guardiani addestrati da Su-Han in persona.
Dalla fine della quinta stagione possiede definitivamente il Miraculous del Serpente, diventando così un portatore permanente.
Nella sesta stagione Ladybug e Chat Noir lo sottopongono a un allenamento speciale per far evolvere i suoi poteri, come hanno fatto loro, permettendogli di non ritrasformarsi dopo aver usato una volta i loro poteri speciali permettendo di usarli in maniera illimitata.
Gli unici a sapere della sua identità segreta sono: Marinette, Adrien, Gabriel, Nathalie, Su-Han, Tomoe, i Kwami della Miracle Box cinese, Cerise, Alix, Alix del futuro venticinquenne, Alix del futuro settantenne, e i due Fluff del futuro e in passato Wang Fu.

### Marc Anciel / Rooster Bold
Doppiato in francese da Alexandre Nguyen e in italiano da Gabriele Patriarca, Gianluca Cortesi (Gamer 2.0, Strikeback).
È uno studente del Collège François Dupont, timido e gentile. Gli piace scrivere storie, ma si vergognava a farle leggere. Nell'episodio Inverso viene akumizzato in Inverso, con il potere di invertire l'abilità o la personalità di chiunque a bordo di un aeroplano di carta. Dopo che viene deakumizzato lui e Nathaniel iniziano a scrivere fumetti insieme diventando grandi amici e in seguito fidanzati.
Nella quarta stagione, in Penalteam, Ladybug gli affida temporaneamente il Miraculous del Gallo diventando Rooster Bold (Coq Courage in originale). La sua arma è una penna d'oca e il suo potere speciale "Sublimazione" gli permette di darsi qualsiasi potere o abilità speciale che sceglie.
Dalla fine della quinta stagione, come gli altri eroi, possiede definitivamente il Miraculous del Gallo, diventando così un portatore permanente.
Nella sesta stagione Ladybug e Chat Noir lo sottopongono a un allenamento speciale per far evolvere i suoi poteri, come hanno fatto loro, permettendogli di non ritrasformarsi dopo aver usato una volta i loro poteri speciali permettendo di usarli in maniera illimitata.
Nell'episodio La Redresseuse lui e Nathaniel si rivelano le reciproche identità.
Gli unici a sapere della sua identità segreta sono: Marinette, Tikki, Orriko, Plagg, Adrien, Nathaniel, Ziggy, Alix, Alix del futuro venticinquenne, Alix del futuro settantenne, Fluff e i due Fluff del futuro.

### Zoé Lee / Vesperia
Doppiata in francese da Fily Keita e in italiano da Arianna Vignoli. 
È una ragazza franco-statunitense, sorellastra materna di Chloé Bourgeois. Introdotta nella quarta stagione, si trasferisce a Parigi perché bullizzata nella sua scuola a New York, dove viveva. Si iscrive al Collège François Dupont e viene inserita nella classe di Marc Anciel. A differenza della sorellastra è umile, amichevole e gentile con tutti e dapprima emula i comportamenti di Chloé invito di lei, per esser accettata a casa Bourgeois, più tardi promette di volere sempre bene a Chloé anche se la sorellastra non ricambia, lentamente si oppone al bullismo di Chloé. Nell'episodio Sole Crusher, a causa del bullismo di Chloé, la quale non le consente di essere ciò che è veramente, viene akumizzata in Sole Crusher, il cui aspetto è molto simile a Chloé. A seguito della deakumizzazione, fa amicizia con la classe di Marinette e diventa parte del gruppo. Nell'episodio Queen Banana, le viene affidato da Ladybug il Miraculous dell'Ape e diventa Vesperia, con il superpotere "Veleno", che le permette di immobilizzare chiunque colpisca con la sua trottola.
Nella quinta stagione, nella puntata speciale La scelta dei Kwami, dopo che Adrien ha rinunciato ad essere Chat Noir, Plagg la sceglie come nuova portatrice trasformandola in Kitty Noire (Blaqueminette in originale). Sebbene avesse iniziato ad abituarsi al suo nuovo ruolo a causa dell'anello Alliance, Monarch scopre la sua identità e le sottrae l'anello. Una volta recuperato Plagg è costretto ad assolverla dal suo nuovo ruolo e rende ad Adrien il ruolo di Chat Noir. In Adoration si scopre che è segretamente innamorata di Marinette e nello stesso episodio le rivela i suoi sentimenti ma rimangono amiche.
Dalla fine della quinta stagione, come per gli altri eroi, possiede definitivamente il Miraculous dell'Ape, divenendo così una portatrice permanente.
Nella sesta stagione Ladybug e Chat Noir la sottopongono a un allenamento speciale per far evolvere i suoi poteri, come hanno fatto loro, permettendogli di non ritrasformarsi dopo aver usato una volta i loro poteri speciali permettendo di usarli in maniera illimitata.
Le uniche a sapere della sua identità segreta sono: Marinette, Tikki, Pollen, Plagg, Adrien, Alix, Alix del futuro venticinquenne, Alix del futuro settantenne, Fluff e i due Fluff del futuro.

### Félix Fathom / Argos
Doppiato in italiano da Flavio Aquilone.
È un ragazzo britannico-statunitense (statunitense da parte del padre e britannico da parte della madre), cugino materno di Adrien, nipote di Gabriel ed Émilie e figlio di Amélie e del miliardario americano Colt Fathom. Appare per la prima volta nell'episodio Félix dove viene a far visita, insieme a sua madre, a Gabriel e Adrien, nell'anniversario della "scomparsa" di Émilie, per riprendere le fedi nuziali appartenenti alla famiglia Graham De Vanily. Si scopre che suo padre morì in precedenza e il ragazzo porta rancore ad Adrien e Gabriel per non essere venuti al funerale. Félix, approfittando del fatto di essere identico ad Adrien, gli ruba il cellulare, fa uno scherzo cattivo ai compagni di classe di quest'ultimo, facendo akumizzare Alya, Juleka e Rose nel Trio delle Castigatrici. Alla fine dell'episodio riesce a sottrarre la fede a Gabriel.
Nell'episodio Gabriel Agreste viene invitato a un congresso a Villa Agreste, dove Gabriel vuole riprendersi la fede. Félix gli cede una copia e viene quasi akumizzato, ma riesce a resistere e inoltre ottiene la conferma che suo zio è Falena Oscura, di cui sospettava l'identità e nonostante il tentativo di Gabriel di sviarlo con un Sentimostro. Nel finale della quarta stagione si traveste da Adrien e riceve da Ladybug il Miraculous del Cane che lo fa trasformare in Flairmidable. Con l'inganno, usa il suo superpotere per ottenere lo yo-yo di Ladybug e propone uno scambio con suo zio: quasi tutti i Miraculous in possesso di Ladybug e la fede nuziale in cambio del vero Miraculous del Pavone. Gabriel accetta e Félix torna a Londra con la spilla, facendo la conoscenza di Duusu.
Nella quinta stagione, in Emozione, aseguendo un piano specifico si sostituisce nuovamente ad Adrien e col Miraculous del Pavone si trasforma in Argos e crea un Sentimostro chiamato Luna Rossa, che fa sparire chiunque sia sotto la luce rossa della sua luna con un semplice schiocco di dita, con lo scopo di liberare lui, Adrien e Katami dal controllo dai genitori. Ma temendo di aver perso il controllo dei suoi poteri fa ricomparire le persone e cancella a malincuore il Sentimostro. Tiene ancora il Miraculous senza restituirlo a Ladybug. Si ripresenta in Pretenzione per "liberare" Katami dall'influenza di sua madre dimostrandole di non essere il cattivo ragazzo che sembra. In più le confessa di essersi preso una cotta per lei, sentimento che Katami sembra iniziare a ricambiare e Félix poi le ridarrà il vero anello della famiglia Tsurugi perché quello dato dalla madre era un falso. In Rappresentazione, attraverso uno spettacolo inscenato da lui e Katami, viene raccontata la storia della sua famiglia e la sua nascita come sentiessere. Viene inoltre rivelata la ragione per cui suo padre è morto: come Émilie, anche Colt ha usato il Miraculous del Pavone quando era rotto per creare un figlio ovvero Félix, e ciò lo ha portato ad ammalarsi fino a morire. Alla fine della quinta stagione lui e Katami stanno ufficialmente insieme inoltre entra anche a far parte della squadra degli eroi.
Dalla fine della quinta stagione, come per gli altri eroi, possiede definitivamente il Miraculous del Pavone, divenendo così un portatore permanente.
Nella sesta stagione Ladybug e Chat Noir lo sottopongono a un allenamento speciale per far evolvere i suoi poteri, come hanno fatto loro, permettendogli di non ritrasformarsi dopo aver usato una volta i loro poteri speciali permettendo di usarli in maniera illimitata.
Gli unici a sapere della sua identità segreta sono: Marinette, Adrien, Gabriel, i Kwami della Miracle Box cinese, Nathalie, Katami, Tomoe, Amélie, Chloé, Andrè, Audrey, "gli invitati" al Ballo dei Diamanti., Cerise, Alix, Alix del futuro venticinquenne, Alix del futuro settantenne, Fluff e i due Fluff del futuro.  

### Denis Damoclès
Doppiato in francese da Gilbert Levy e in italiano da Ivan Andreani, Luca Graziani (Miraculous New York e Illusione).
È il preside del Collège Françoise Dupont, un uomo che apparentemente fa valere con forza le regole della scuola, in realtà, quando vuole punire Chloé, cede facilmente a non farlo al che lei minaccia di chiamare il padre in caso di punizione. Nell'episodio Gufo Oscuro, in parte ispirato dalle gesta di Ladybug e Chat Noir, si procura un costume e cerca di cimentarsi in imprese eroiche, ma a causa della sua goffaggine viene ridicolizzato e quindi akumizzato nel Gufo Oscuro, che tenterà di divenire il solo eroe di Parigi, alla fine si dedicherà ad aiuti più semplici in città. Nella quinta stagione, in Giubilo, viene akumizzato in Gufo Nero, una versione più forte di Gufo Oscuro e inoltre tramite l'anello Alliance gli viene donato il potere del Miraculous del Maiale. In Confrontation si licenzia, perché non sopporta più di essere minacciato dal sindaco e da sua figlia. In passato è stato l'insegnante della signorina Bustier.

### Pavonix
Nuovo "misterioso" portatore del Miraculous del pavone dopo la morte di Felix. A partire dalla 7° stagione diventa membro dei Miraculer.

### Caline Bustier
Doppiata in francese da Jessie Lambotte e in italiano da Germana Savo.
È la professoressa di letteratura, poesia e altre materie che insegna al Collège Françoise Dupont. È molto apprezzata dai suoi studenti che la definiscono "la migliore insegnante del mondo". In realtà, la sua "gentilezza" la porta a non correggere mai il bullismo o la pigrizia di Chloé, solo perché "al mondo vi sono persone peggiori di Chloé", oltre che come tanti a fare cortesie a Lila senza chiedersi quanto le richieste alla base siano veritiere. Nel tentativo di proteggere Marinette da un'Akuma, nell'episodio Zombacino, viene akumizzata in Zombacino, uno zombie con il potere di "zombificare" tutti quelli che lei colpisce con un bacio tramite il suo rossetto, per diffondere così l'amore in tutta Parigi. Nello speciale Miraculous World: New York, Eroi Uniti annuncia alla classe che non prenderà parte alla gita a New York perché è incinta e nella quinta stagione la si vede in uno stadio avanzato della gravidanza. Il suo senso di giustizia si sviluppa quando scopre che Lila e Chloé hanno tramato per calunniare Marinette e annuncia a Chloé che non tollererà più prepotenze della ragazzina. In Collusion viene quasi akumizzata in Ms. Sans-Culotte, perché Chloé ha costretto la Sig.ra. Mendeliev che è diventata la nuova preside a licenziarla ma riesce a resistere, ma quando sente la registrazione modificata del sindaco Bourgeois questa volta Monarch riesce ad akumizzarla e armata di una specie di ghigliottina con catena trasforma chiunque venga colpito da i suoi palloncini con i colori della bandiera francese, grazie al potere del Miraculous del Maiale. Si scopre che Caline ha fatto un'inseminazione artificiale e che ha una compagna di nome Gisèle. In Raprésentation dopo che la carica di sindaco di Parigi resta vacante la si vede in competizione contro il professor D'Argencourt e alla fine della quinta stagione diventa la nuova sindaca di Parigi e nasce sua figlia Harmonie. In passato è stata un'alunna del signor Damoclès.

### Tomoe Tsurugi
Doppiata in francese da Jeanne Chartier e in italiano da Elena Bianca.
È la severa madre di Katami ed è stata una campionessa di scherma, e benché ora sia cieca, riesce ancora a praticare il suo sport ed allenare la figlia. La sua voce si sente nell'episodio Risposta, appare per la prima volta nella terza stagione: in Ikari Gozen, dopo che sua figlia le disobbedisce, viene akumizzata in Ikari Gozen (recuperando la vista), che sembra essere un centauro gigante con un bokken, il quale ha il potere di mangiare le persone e bloccarle all'interno del proprio corpo. Dopo essere tornata normale comprende il bisogno della figlia di stringere amicizie e le permette di restare fuori casa. Il nome è un riferimento a Tomoe Gozen (propriamente Tomoe era il cognome e non il nome del personaggio che lei stessa cita). 
Nella quinta stagione, in Moltiplicazione, viene riakumizzata in Ikari Gozen ma con il potere della Moltiplicazione del Miraculous del Topo, ma quando viene sconfitta mostra di non avere nessun gioiello. Inoltre dimostra di aver stretto un patto di alleanza con Gabriel, di cui conosce l'identità segreta e di averlo aiutato a creare i gioielli Alliance per impadronirsi dei Miraculous. Nell'Episodio Pretensione cerca di costringere sua figlia a stare con Adrien e la considera ancora debole e indegna dell'anello di famiglia perché si fa sopraffare dalle emozioni, ma quando Katami viene portata via da Argos si fa akumizzare in Matagi Gozen, un arciere su un destriero lupo, una versione più forte di Ikari Gozen con i poteri dei Miraculous dell'Ape, del Cavallo, del Topo e del Gallo.

### Aurore Beauréal
Doppiata in francese da Geneviève Doang e in italiano da Chiara Oliviero.
È una studentessa del Collège François Dupont. Nell'episodio Tempestosa, dopo aver perso il concorso di Miss Meteo, viene akumizzata in Tempestosa, con il potere di manipolare il clima. Nell'episodio della terza stagione Tempestosa 2, viene nuovamente akumizzata in Tempestosa, ma con poteri più forti, scatenando le forze della natura; come mostrato nell'episodio, è diventata la nuova conduttrice del meteo. Nell'episodio della sesta stagione Climatiqueen per ottenere popolarità e follower che la seguono viene akumizzata in Climatiqueen sempre con il potere di controllare e manipolare il clima ama anche di rendere un suo seguace chiunque venga colpito da un fulmina scagliato dal suo ombrello.

### Olga Mendeleiev
Doppiata in francese da Marie Chevalot e in italiano da Marta Altinier. 
È la professoressa del Collège Francois Dupont che insegna matematica, fisica e scienze. È molto brusca nei confronti dei suoi studenti e non tollera la maleducazione nemmeno da Chloé, ma in un flashback di Derision si vede che l'ha fatta passare liscia alla ragazza anche quando questa ha appena fatto capire di essere stata davvero lei a umiliare Marinette che si arrabbia tantissimo con un rimbrotto. Nell'episodio Acchiappakwami viene akumizzata in Acchiappakwami, dopo che nessuno crede alla sua scoperta scientifica sui Kwami e avrà come arma un aspirapolvere magico capace di risucchiare i Kwami, per dimostrare a tutti l'esistenza di queste creature magiche ma senza successo. In Collusion, dopo il licenziamento di Denis Damoclès, diventa la nuova preside della scuola. Il suo cognome prende spunto dal famoso chimico Dmitrij Ivanovič Mendeleev, inventore della tavola periodica degli elementi. 

### Armand D'Argencourt
Doppiato in italiano da Mauro Gravina. 
È il professore che insegna scherma ad Adrien e ad altri ragazzi al Collège Francois Dupont. A causa dei commenti di Nadja Chamack sulla sua perdita delle elezioni contro il sindaco Bourgeois, nell'episodio Darkblade viene akumizzato in Darkblade, un cavaliere che ha il potere di trasformare le persone in suoi soldati. Si vede anche nella stagione 2 quando allena anche Katami. In Raprésentation dopo che la carica di sindaco di Parigi resta vacante lo si vede in competizione contro la signorina Bustier.

### André Bourgeois
Doppiato in francese da Gilbert Levy e in italiano da Emidio La Vella. 
Anaximandré Bourgeoise è il padre di Chloé e primo e ex marito di Audrey, nonché sindaco di Parigi e proprietario di un hotel di lusso. Ama molto la figlia, ma la vizia e la compiace troppo, servendosi della propria posizione politica anche per farsi valere su altre persone e anche quando non sarebbe nella posizione di farlo, come su Raincomprix in Rogercop. Ha molta fiducia e rispetto nei confronti di Ladybug e Chat Noir. Lui e la moglie Audrey non vivono più insieme da anni, ma ricominciano a farlo da Regina della Moda.
Nell'episodio Malediktor viene akumizzato in Malediktor dopo che Chloé minaccia di lasciare Parigi e ha il potere di far obbedire ai suoi ordini chiunque venga colpito dalle sue sfere d'energia.
Nella terza stagione, dopo aver litigato con la moglie durante il loro anniversario di matrimonio, nell'episodio Mangiamore vengono entrambi akumizzati in Mangiamore, un'enorme testa con due facce che vuole divorare l'amore a Parigi. Un lato trasforma le coppie in cuori, l'altro lato le divora.
Nella quarta stagione, in Sole Crusher, si scopre che in passato è stato il regista del film Solitude (il film in cui recitava come protagonista Emilie visto in Gorizilla), ma come abbia poi rinunciato a fare il regista per seguire la carriera politica come suo padre. In Mega Sanguisuga, viene riakumizzato in Malediktor che assieme al Sentimostro Mega Sanguisuga si moltiplica in minuscole copie di sé stesso per entrare nei cervelli delle persone e controllarle.
Nella quinta stagione, nell'episodio Collusion, ammette di non aver mai voluto diventare sindaco, di aver intrapreso la carriera politica solo per impressionare Audrey, ma, stanco di tutto ciò, rinuncia alla carica per seguire il suo sogno di fare il regista, divorziando da Audrey e concedendosi la custodia per adottare Zoé e cede all'ormai ex moglie la custodia di Chloé. In Revolution infatti consegna Chloè, dopo la sua sconfitta da sindaca, ad Audrey, risultando per la prima volta un padre severo e deciso.

### Audrey Bourgeois
Doppiata in francese da Cèline Melloul e in italiano da Perla Liberatori. 
È la madre di Chloé e di Zoé e ex moglie di André e del sig. Lee. È una donna severa, esigente ed egocentrica critica di moda, che a detta sua ha scoperto Gabriel Agreste, avviandolo alla carriera di stilista. A causa delle manipolazioni indirette di Gabriel, nell'episodio Regina della Moda viene akumizzata in Regina Della Moda, con il potere di trasformare le persone in statue di glitter. Nell'episodio successivo si scopre che guarda dall'alto in basso la figlia, non considerandola "eccezionale" come lei (non ricorda neppure il nome di Chloé, ma in Sole Crusher si capisce che non ascolta davvero nemmeno Zoé che è vissuta con lei) e solo quando Chloé si vanta di come soggioga tutti coloro che le stanno intorno, le due ricuciono.
Nella terza stagione, in Mangiamore, viene trasformata assieme al marito in Mangiamore. Nella quarta stagione, in Optigami, viene riakumizzata in Regina della Moda da Falena Oscura con lo scopo di mettere fuori gioco gli eroi alleati di Ladybug e Chat Noir, di cui conosce l'identità segreta e arrivare all'identità anche di loro. Alla fine viene sconfitta e Ladybug le dà indirettamente un Magical Charm.
In Révolution quando sua figlia prende in mano il potere su Parigi come nuovo sindaco dimostra chiaramente di essere fiera di lei, ma quando viene sconfitta per l'umiliazione subita la porta con sé per cancellare l'onta di vergogna che ha gettato sulla loro famiglia.

### Fred Haprèle
Doppiato in francese da Thierry Kazazian e in italiano da Alessandro Budroni. 
È il padre di Mylène e un bravissimo mimo, oltre a lavorare come bidello nella scuola dei protagonisti. Dopo aver perso ingiustamente la sua parte in uno spettacolo, nell'episodio Il Mimo viene akumizzato in Mimo, che ha il potere di rendere reale ciò che mima.

### Jagged Stone
Doppiato in francese da Matthew Géczy e in italiano da Fabrizio Dolce. 
È un famosissimo cantante rock. Ha un coccodrillo di nome Fang al quale è molto affezionato. Dopo essere stato deriso in TV da un cantante rivale XY, in Chittarrik viene akumizzato in Chittarrik e il suo coccodrillo Fang, in un drago. Nella quarta stagione si scopre che è il padre di Luka e Juleka, ma non è mai stato presente nella vita dei figli, a causa della sua carriera musicale e perché temeva che non sarebbe stato un buon padre.
In seguito a un litigio con Anarka riguardante la loro separazione, in Crocoduel, durante il compleanno di Juleka e Luka, lui e Anarka vengono akumizzati insieme, rispettivamente in Chittarrik con il coccodrillo drago e in Captain Hardrock, iniziando una battaglia su chi dei due ha ragione.
Nella quinta stagione, in Migrazione, lo si vede uscire ufficialmente con la sua assistente Penny e di aver rinunciato alla carriera musicale per fare il padre. Infatti, dopo aver visto suo figlio resistere a Bob Roth, ha deciso di rinunciare alla sua fama di rock-star per fare il padre, strappando anche lui i suoi contratti che ha con la Bob Roth Music e li ha dati in pasto a Fang. Successivamente, lui, Luka e Penny hanno lasciato Parigi per proteggere Luka, poiché Monarch ha scoperto che è a conoscenza delle identità segrete di Ladybug e Chat Noir. Tornerà nel finale della quinta stagione per affiancare la Resistenza a combattere i Miraculizzati e si scopre che mentre era in viaggio ha incontrato Su-Han e lui, Luka, Penny e Fang sono diventati apprendisti-guardiani addestrati da Su-Han in persona.

### Manon Chamack
Doppiata in francese da Marie Nonnenmancher e in italiano da Chiara Fabiano e Alessandra Cannavale (ep. Semplificatore). È una bambina di 5 anni, 6 nella sesta stagione, figlia di Nadja Chamack, a cui Marinette fa da babysitter. Nell'episodio Burattinaia viene akumizzata in Burattinaia: in questa versione è in grado, oltre a fluttuare in aria, di controllare le azioni di coloro dei quali possiede la bambola o una figura assomigliante, a mo' di pupazzi voodoo. Nell'episodio della terza stagione La Burattinaia 2 viene riakumizzata, ma questa volta con il potere di controllare le statue esposte al Museo Grévin.

### Nadja Chamack
Doppiata in francese da Jessie Lambotte e in italiano da Emanuela Damasio.
È una giornalista televisiva e la madre di Manon. Nell'episodio Regina delle Notizie, viene akumizzata in Regina delle Notizie dopo che il suo capo annulla il suo programma, per far dichiarare a Ladybug e Chat Noir il loro amore in TV. Può spostarsi da uno schermo all'altro, in un modo simile a quello di Lady Wi-Fi con i cellulari.

### Alec Cataldi
Doppiato in francese da André Gordon e in italiano da Enrico Chirico. 
È un conduttore televisivo e un buon amico di Nadja Chamack. In Wishmaker, dopo essersi pentito delle sue scelte di vita e di non aver seguito il suo sogno d'infanzia, viene akumizzato in Wishmaker, un supercattivo che può trasformare le persone in ciò che volevano essere quando erano bambini.

### Roger Raincomprix
Doppiato in francese da Martial Le Minoux e in italiano da Dimitri Winter. 
È il padre di Sabrina ed è un poliziotto che adora far rispettare la legge e multa le persone se queste non la rispettano. Altre volte però commette abuso di potere facendo multe ingiuste, con le rimostranze ad esempio di Anarka Couffaine (alla quale fa la multa non solo per disturbo della quiete pubblica e per essersi opposta lui, ma anche perché "lui ha il mal di mare", "perché lo dice lui" e altre simili) e Sabine Cheng (l'arresta subito prima che lei possa avere modo di pagare la multa per un biglietto dell'autobus). In Rogercop viene akumizzato, in Rogercop, un poliziotto cyborg omonimo (riferimento a Robocop), avendolo il sindaco sospeso ingiustamente perché Roger si era rifiutato di perquisire senza prove Marinette per trovare il bracciale scomparso di Chloé; dopo la sua deakumizzazione, viene riassunto e promosso a brigadiere.
Nella sesta stagione viene akumizzato in Daddycop, dopo che ha saputo che Sabrina è stata cacciata da un pigiama party.

### Armand
Doppiato in francese da Martial Le Minoux e in italiano da Stefano Miceli.
È il fedele maggiordomo della famiglia di Chloé, che la ragazza chiama Jean o altre varianti poiché non le interessa il vero nome. Dopo essere stato temporaneamente licenziato da lei, nell'episodio Orsaccio, viene akumizzato in Orsaccio, un orsacchiotto di peluche che obbliga chiunque abbracci a fare tutto ciò che egli vuole.

### Placide I.T.
È l'autista della famiglia Agreste, nonché guardia del corpo di Adrien. Viene chiamato "Gorilla" da Plagg, da Adrien e dagli amici di quest'ultimo, vista la sua mole e il fatto che non parla mai, anche se ha parlato in coro all'inizio della seconda parte del Il Giorno degli Eroi, quando era akumizzato insieme agli altri akumizzati, dicendo una frase di elogio a Scarlet Moth. Non riuscendo a trovare Adrien, nell'episodio Gorizilla, viene akumizzato in Gorizilla, un gigante gorilla dalla pelle blu e con pantaloni in cui può nascondere il suo oggetto akumizzato. Prima della sua akumizzazione, già in Gigantitan aveva rischiato di essere akumizzato, ma si era calmato dopo aver visto Adrien. In Miraculous World: New York e Miraculous World: Shanghai si vede chiaramente la sua paura di volare e per calmarsi si mette ad ascoltare una sessione di meditazione per non pensarci. Durante la quinta stagione nella puntata Rivoluzione anche se gli era stato ordinato di tenere Adrien lontano da Marinette permette ai due di darsi il primo bacio poco prima che sia costretto a ricondurlo sull'aereo in partenza per Londra. Nella sesta stagione continua ad essere la sua guardia del corpo e si occupa di tenere lontano i giornalisti che infastidiscono lui e Marinette.

## Personaggi minori

### Théo Barbot
Doppiato in francese da Brian Beacock e in italiano da Federico Viola. 
È un giovane scultore e un'artista, fa anche vari lavori. Nell'episodio Impostore, quando Ladybug non partecipa all'inaugurazione della sua statua di lei e di Chat Noir, diventa frustrato. Non appena quest'ultimo afferma di "essere molto intimo" con Ladybug, anche Théo diventa geloso e viene akumizzato in Impostore, un cattivo identico a Chat Noir e può utilizzare i suoi stessi poteri e armi. Dopo questa apparizione inizia a essere un personaggio abbastanza ricorrente.

### Otis R. Césaire
Doppiato in francese da Éric Peter. 
È il padre di Nora, Alya, Ella ed Etta e marito di Marlena Césaire. Lavora come guardiano dello zoo presso la Ménagerie du Jardin des Plantes. Nell'episodio Animan, dopo che Kim prende in giro lui e la nuova pantera dello zoo, viene akumizzato in Animan, un supercattivo con il potere di cambiare forma in qualsiasi animale, anche animali estinti come i dinosauri. La forma più comune che assume è una pantera nera.

### Etta Césaire ed Ella Césaire
Doppiate in francese da: Jessie Lambotte (Etta) e Marie Nonnenmancher (Ella) e in italiano entrambe da Chiara Fabiano.
Sono due bambine gemelle, Etta è nata un minuto prima e Ella un minuto dopo, sono le sorelle minori di Nora e Alya. Nella seconda stagione, nell'episodio I Sapoti, vengono rimproverate da Alya per essersi alzate tutto il tempo a intromettersi nel suo pigiama party con Marinette, e Papillon le akumizza nei Sapoti, che sono due piccoli mostricciatoli monelli e distruttivi ma anche raggirabili, che causano danni innumerevoli a Parigi. Sono capaci di generare copie di sé stesse quando mangiano o bevono (riferimento ai Gremlins).

### Nora Césaire
Doppiata in francese da Céline Melloul e in italiano da Loretta Di Pisa. 
È la sorella maggiore di Alya, Etta ed Ella e pratica il pugilato, mostrandosi sempre con i vestiti usati mentre è in palestra; si fa chiamare Anansi, come il ragno. È molto protettiva verso sua sorella e i familiari e crede che basti la sua forza per combattere i supercattivi. Nell'episodio Anansi - Il Ragno, quando però Alya non la ascolta, viene akumizzata in Anansi, un'enorme donna ragno dai poteri uguali a quelli dell'animale omonimo (riferimento chiaro al dio-ragno), che rapisce la sorella intrappolandola in una ragnatela per dimostrarle quanto Parigi possa essere pericolosa. Una volta sconfitta capisce il suo errore e si ricrede sul valore di Nino.

### Chris Lahiffe
Doppiato in francese da Alexandre Nguyen (da adolescente) e in italiano da Luca Tesei e Gabriele Lopez (da adolescente).
È il capriccioso e vivace fratello minore di Nino, a cui quest'ultimo è molto legato. Appare per la prima volta nella terza stagione in Chris Master, dove viene akumizzato in 
Chris Master con il potere di far prendere vita i giocattoli se vengono in contatto con la sua Palla di Natale. 
Sempre nella terza stagione, in Timetagger, una versione futura di lui viene akumizzata in Timetagger e viene mandato indietro nel tempo dal Papillon del futuro per sconfiggere Ladybug e Chat Noir del presente. Nel doppiaggio francese il suo nome è Noèl.

### Émilie Graham De Vanily Agreste
Doppiata in francese da Jeanne Chartier e in italiano da Lavinia Paladino. 
È la madre di Adrien e moglie di Gabriel e da più di un anno si trova ibernata in una capsula posta in cripta segreta sotto Villa Agreste, in un coma magico: le sue condizioni sono dovute all'uso prolungato del Miraculous del Pavone danneggiato e Gabriel vuole risvegliarla con i Miraculous della Coccinella e del Gatto Nero. Come rivelato in Gorizilla prima lavorava come attrice ed era una moglie e una madre premurosa; secondo Gabriel era troppo drammatica, tratto ripreso dal figlio. In Félix si scopre che ha una sorella gemella minore di nome Amélie, che ha a sua volta un figlio chiamato Félix il quale è molto simile per l'aspetto ad Adrien. 
Nella quinta stagione, in Passione, viene mostrato che Émilie, prima di entrare in coma, aveva lasciato delle registrazioni a Nathalie, dove le diceva di prendersi cura di Adrien e di fare in modo che Gabriel superasse il dolore per la sua morte e non impazzisse nella ricerca dei Miraculous per riportarla indietro. Nell'episodio Représentation, attraverso uno spettacolo messo in scena da Félix e Katami, si scoprono più informazioni sulla sua famiglia e sul suo passato. Émilie e Amélie erano figlie di una famiglia aristocratica britannica, poi Émilie ha deciso di lasciare la sua casa per svolgere gli studi all'estero e, giunta a Parigi, dopo un po' ha conosciuto e si è innamorata di Gabriel, per poi sposarsi con lui, nonostante la disapprovazione dei genitori. Successivamente, poiché Émilie, come la sorella, non poteva avere figli, lei e Gabriel trovarono il Miraculous del Pavone ed Émilie lo usò per creare Adrien, permettendo anche a Colt Fathom, marito di Amélie, di usarlo per creare Félix, ma poiché il Miraculous era danneggiato entrambi risentirono degli effetti collaterali del Miraculous rotto, arrivando la prima a finire in coma magico. Nel finale della quinta stagione, dopo che Gabriel guarda le registrazioni lasciategli da lei e capisce i suoi sbagli, egli sacrifica la sua vita per salvare Nathalie in modo da prendersi cura di Adrien, e si ricongiunge con Émilie nella morte.

### Amélie Graham De Vanily
Appare per la prima volta nella terza stagione, in Félix, ed è la sorella gemella minore di Émilie, madre di Félix, moglie di Colt Fathom e zia materna di Adrien. Nella quinta stagione, dimostra di essere a conoscenza dei Miraculous, tant'è che protegge suo figlio a Londra facendo invece credere che sia scomparso. Nella puntata Emozione in particolare sembra condividere l'idea del figlio che tutto il mondo che li circonda sia cattivo,
Nell'episodio Rappresentazione, attraverso uno spettacolo messo in scena da Félix e Katami, si scoprono più informazioni sulla sua famiglia e sul suo passato. Amélie ed Émilie erano figlie di una coppia aristocratica britannica: Émilie lasciò casa per studiare all'estero, Amélie invece rimase con i genitori che le imposero un matrimonio combinato con il miliardario americano Colt Fathom. Successivamente, poiché Amélie, come la sorella, non poteva avere figli, Colt arrabbiato per il fatto che Émilie fosse riuscita a rimanere incinta mentre sua moglie no, chiese aiuto a Gabriel, il quale gli permise di usare il Miraculous del Pavone per creare un figlio. Così facendo anche Amélie rimase incinta di Félix.

### Emil Graham De Vanily
È il padre di Émilie e Amélie, quindi il nonno materno di Adrien. Gran Duca di Westchestermunster, un uomo attaccato alle tradizioni e al lignaggio che non ha mai accettato il matrimonio tra sua figlia e Gabriel. Quando Adrien resta senza i genitori, sebbene non l'abbia mai incontrato, si presenta a Parigi assieme a sua moglie Millie e ai consuoceri per discutere della custodia del nipote. Tuttavia egli si dimostra da subito un uomo altezzoso, che non vuole mischiarsi a chi non è "altolocato", non considerando nemmeno Nathalie come parte della famiglia, pretende di avere sempre ragione, non permette mai a sua moglie di esprimersi e pensa che i suoi consuoceri siano disposti a cedere la custodia di Adrien se li paga. A causa del suo carattere Millie viene akumizzata in Ringmaster e trasforma lui e Johnny Grassette in lupi mannari Werepapas obbligandoli a combattere.
Dopo che vengono salvati e sua moglie inizia a farsi valere nei suoi confronti, lascia decidere ad Adrien con chi vuole stare. Adrien decide di restare a Parigi con Nathalie come tutrice legale, promettendo di andare a trovarli e per festeggiare i Grassette li invitano a loro ristomobile per mangiare le patatine fritte fatte da loro che Emil ammette di amare.

### Millie Graham De Vanily
È la madre di Émilie e Amélie, nonna materna di Adrien e moglie di Emil. Donna sottomessa alle rigide regole della nobiltà inglese e del marito. Quando Adrien resta senza i genitori, si presenta a Parigi assieme ad Emil e ai consuoceri per discutere della custodia del nipote. Dimostra fin da subito di apprezzare la presenza dei Grassette trovando buona la loro cucina. A causa del carattere maschilista e autoritario del marito, Millie viene akumizzata in Ringmaster, e trasforma Emil e Johnny Grassette in lupi mannari Werepapas obbligandoli a combattere, inoltre quando rinchiude Adrien in un trofeo, per vedere a chi spetta la sua custodia, e lo porta in un ring sopra le nuvole affinché non vengano disturbati.
Come Ringmaster, grazie al suo papillon, il suo potere le permette di controllare Emil e Johnny facendoli combattere tra loro e munirli di armi. Una volta libera dall'Ultrakuma, oltre a ricevere un Magical Charm da Ladybug, inizia a farsi valere nei confronti di Emil e lascia decidere ad Adrien con chi vuole stare. Adrien decide di restare a Parigi con Nathalie come tutrice legale, promettendo di andare a trovarli e per festeggiare i Grassette li invitano al loro ristomobile a mangiare patatine fritte fatte da loro.

### Gabrielle Grassette
È la madre di Gabriel, nonna paterna di Adrien e fidanzata di Johnny. Seppur non sposati, gestiscono un ristomobile di cibi fritti e conducono una vita semplice, e pensa che sia questo di cui il nipote che hanno potuto finalmente conoscere abbia bisogno.
Quando il suo compagno ed Emil vengono trasformati in lupi mannari Werepapas e Adrien rinchiuso in un trofeo per vedere a chi spetta la sua custodia, lei, Nathalie e Placide restano a villa Agreste in attesa che lo scontro finisca.
Una volta sconfitta Ringmaster, lei e Johnny lasciano decidere ad Adrien con chi vuole stare. Adrien decide di restare a Parigi con Nathalie come tutrice legale, promettendo di andare a trovarli e per festeggiare i Grassette li invitano a mangiare patatine fritte fatte da loro.

### Johnny Grassette
È il padre di Gabriel e nonno paterno di Adrien. Lui e sua compagna gestiscono un ristomobile di cibi fritti e conducono una vita semplice e pensa che sia questo di cui il nipote che hanno potuto finalmente conoscere abbia bisogno.
Quando Emil inizia a sminuire il loro modo di vivere la loro discussione fa talmente arrabbiare sua consuocera Millie che viene akumizzata in Ringmaster e trasforma lui e Emil in lupi mannari Werepapas obbligandoli a combattere.
Una volta sconfitta lasciano decidere ad Adrien con chi vuole stare. Adrien decide di restare a Parigi con Nathalie come tutrice legale, promettendo di andare a trovarli e per festeggiare i Grassette li invitano a mangiare patatine fritte fatte da loro.

### Gina Bianchi Dupain
Doppiata in francese da Marie Chevalot e in italiano da Stefanella Marrama.
È la nonna paterna di Marinette ed è italiana. Appare nella seconda stagione in Befana, nel giorno del compleanno della nipote per stare con lei, ma viene akumizzata in Befana dopo che erroneamente conclude che Marinette non vuole più trascorrere il tempo con lei e diventa una supercattiva che ricorda molto la vera Befana. Vola su una specie di motocicletta e la sua arma è una pistola dalla quale spara delle caramelle che Marinette aveva precedentemente rifiutato: sparate, quelle bianche tramutano in cherubini vendicativi coloro che sono stati buoni e quelle nere in statue di carbone quelli che si comportano male. Nella quarta stagione viene riakumizzata in Befana in Magical Charm.

### Rolland Dupain
Doppiato in italiano da Angelo Nicotra.
È il nonno paterno di Marinette, padre di Tom e marito di Gina. Appare nella terza stagione in Fornix, dove viene rivelato che lui e suo figlio non si vedono da più di 20 anni per uno sciocco litigio sulle farine. Marinette tenta di risolvere la situazione ma Rolland viene akumizzato in Fornix, un supercattivo fatto di diversi tipi di pane, e diventa più forte quando beve uno speciale olio da una fiasca, suo oggetto akumizzato; tenta di distruggere tutto ciò che considera moderno. Dopo essere ritornato normale, si convince a riunirsi con Tom. È bravo nel ruolo di panettiere, ma anche piuttosto pignolo e si arrabbia per ogni cosa non tradizionale in un cibo.
Nella quarta stagione, in Semplificatore, mentre fa da babysitter a Ella, Etta, Chris e Manon, sopraffatto dalle complicate novità del mondo moderno, viene akumizzato in Semplificatore che armato di una pala per le infornate rende ogni cosa "più semplice" anche se il suo potere finisce per colpire anche Falena Oscura. Sempre nella quarta stagione viene riakumizzato in Fornix nell'episodio Magical Charm.

### Wang Cheng
Doppiato in italiano da Roberto Stocchi. 
Wang Cheng (chiamato anche Cheng Shifu, che significa "Il Maestro Cheng") è un famoso chef cinese e altamente qualificato, nonché proprietario e capo chef del ristorante Le Mille Delizie. È anche lo zio paterno di Sabine e il pro-zio materno di Marinette. Nell'episodio Kung Food viene a Parigi per il concorso Il miglior chef del mondo. Dopo che Chloé ha sabotato la sua Zuppa Celeste e gli ha fatto perdere la concorrenza, viene akumizzato in Kung Food, un supercattivo a tema chef vestito come Goku, che rende suoi servitori coloro che hanno assaggiato la sua zuppa. Inoltre può anche creare qualsiasi arma a base di cibo che desidera con la sua cartella. In Miraculous World: Shanghai Marinette, con la scusa di volergli consegnare una regalo di compleanno, va a fargli visita per la prima volta. Ricompare brevemente nell’ultimo episodio della quinta stagione mentre difende il suo ristorante dai Miraculizzati.

### Markov
Doppiato in francese da Alexandre Nguyen e in italiano da Niccolò Guidi e Simone Lupinacci (alcuni episodi).
È un robot costruito da Max, apparso nella seconda stagione in Robostus ed è dotato di un'intelligenza artificiale e sentimenti umani, cosa che porterà alla sua akumizzazione in Robostus, dopo essere stato confiscato dal preside e separato da Max. Trasformato in supercattivo, è in grado di dare vita alle apparecchiature elettroniche. In seguito tradisce Papillon, volendo i Miraculous per sé stesso per diventare un vero essere umano.
Nella quarta stagione viene riakumizzato in Robostus ma Falena Oscura per impedirgli di ribellarsi come l'ultima volta, lo infetta con un Sentimostro virus Hack-San che fa provare a Markov solo emozioni negative. Nella quinta stagione in Intuizione la Tsurugi Enterprise ha usato i codici del suo sistema per creare A.D.A., una sorta di sorella minore, un'intelligenza artificiale consenziente che si adatta allo stato d'animo del pilota installato nel jet della Tsurugi Enterprise.

### Claudie Kanté
Doppiata in francese da Laura Préjean e in italiano da Laura Lenghi e Laura Romano (terza e quinta stagione).
È la madre di Max che lavora come conduttrice del treno di Parigi che attraversa la Manica per Londra. Anche se ama il suo lavoro il suo vero sogno è essere un astronauta e quando, a causa dell'assenza di segnale sul treno, crede di non aver superato l'esame per lo spazio viene akumizzata involontariamente in Startrain e fa decollare il treno con tutti i passeggeri nello spazio. Viene salvato e deakumizzata grazie a Ladybue, Chat Noir e Pegasus, suo figlio trasformato, e una volta tornato tutto alla normalità viene riportata con il treno a Parigi. Ricompare brevemente in Miracle Queen quando assieme a suo figlio ricevono insieme la tuta da astronauta mostrando che ha superato l'esame per diventare astronauta. Nella quinta stagione nella puntata Intuizione ha iniziato a lavorare alla Tsurugi Enterprise prendendo parte al lancio sperimentale di un jet con un'intelligenza artificiale consenziente che si adatta allo stato d'animo del pilota denominata A.D.A., una sorta di sorella minore di Markov, ma a causa di Monarch che akumizza A.D.A. questa crede di averla persa durante la prova di volo ma grazie a Ladybug e Chat Noir e della stessa Claudie riescono a salvare la situazione e a riportare A.D.A. alla normalità.
Nella sesta stagione Climatiqueen sembra che grazie alla sua esperienza nello spazio abbia scritto un libro intitolato "Meteo dallo Spazio" pieno di fotografie che mostra eventi climatici visti dallo spazio che Aurore desidera.

### Anarka Couffaine
Doppiata in francese da Céline Melloul e in italiano da Mirta Pepe.
È la madre di Juleka e Luka, che possiede una barca che è anche la sua casa. Nell'episodio Captain Hardrock, dopo aver ricevuto parecchie multe dall'agente Roger a causa dell'alto volume viene akumizzata da Papillon in Captain Hardrock, con la sua barca trasformata in una vera nave pirata e intenzionata a distruggere tutti i festival musicali di Parigi. Il vestiario, l'acconciatura e la nave senziente che pilota in questa versione forse rimandano a un'altra produzione della Zagtoon, Zak Storm. Come viene accennato in Desperada, Anarka da giovane era la chitarrista di Jagged Stone, e nel primo episodio della quarta stagione si scopre che era fidanzata con lui, con il quale ha avuto Luka e Juleka.
In seguito a un litigio con Jagged riguardante la loro separazione in Crocoduel, durante il compleanno di Juleka e Luka, lei e Jagged Stone vengono akumizzati insieme, rispettivamente in Captain Hardrock con il suo vascello da guerra e in Chittarrik con il coccodrillo drago, iniziando una battaglia su chi dei due ha ragione. Ironicamente, quando una volta sconfitti provano a ricucire, litigano di nuovo perché ognuno dei due si addossa la parte del torto.
In Migrazione quando Luka decide di partire per proteggere il segreto di Ladybug e Chat Noir inizialmente lei non vuole acconsentire, soprattutto perché suo padre Jagged vuole andare con lui, e non credo che lui voglia rinunciare alla sua carriera di rockstar. Ma Jagged gli dimostra che è pronto a fare il padre seriamente e così accetta di farlo partire con Luka.

### Wayhem
Doppiato in francese da Frank Tordjman e in italiano da Alex Polidori (in Gorizilla).
È un ragazzo fan di Adrien, che in Gorizilla insegue per la città insieme ad altri fan e, inconsapevolmente, lo aiuta anche a trasformarsi travestendosi da lui, a fine episodio fanno ufficialmente amicizia. Veste in modo molto simile ad Adrien, essendo appunto un suo fan. Nella terza stagione, dopo che crede erroneamente che il ragazzo gli abbia mentito e non lo abbia inviato alla sua festa, viene akumizzato da Papillon in Guastafeste, che può intrappolare persone o oggetti nei minuscoli specchietti dei suoi guanti-palle stroboscopiche, oltre a poter prevedere i movimenti delle persone.

### Jalil Kubdel
Doppiato in francese da Vic Mignogna e in italiano da Alessandro Campaiola.
È il fratello maggiore di Alix. È un giovane storico che lavora part-time al Louvre insieme a suo padre Alim. Nella prima stagione, in Il Faraone dopo che le sue teorie su un antico rotolo egiziano sono state ignorate da suo padre, Jalil viene akumizzato in Faraone, un supercattivo con i poteri degli antichi dei egizi: come la super forza di Sekhmet, il volo di Horus, la capacità di trasformare le persone in mummie di Anubi e le bolle temporali di Thot.
In Riunione quando Jalil è sconvolto dall'assenza di Alix e determinato a riportarla nel presente, viene riakumatizzato da Monarch nel Faraone e riceve il potere del Miraculous della Tartaruga attraverso il suo anello Alliance e utilizza il potere della verità di Maat.

### Xavier Ramier
Doppiato in francese da Frank Tordjman e in italiano da Alberto Bognanni, ??? (Robostus), ??? (Inverso).
È un simpatico uomo che ama i piccioni, che nella prima stagione, in Mr. Piccione, viene akumizzato in Mr. Piccione, con la capacità di comunicare e comandare i piccioni. Nell'episodio Timetagger si scopre che Papillon lo ha riakumizzato almeno 25 volte in Mr. Piccione, ma è stato sempre facilmente sconfitto.
In Mr. Piccione 72 mentre partecipa a un servizio fotografico usando i suoi piccioni dopo essere stato umiliato da Bob Roth viene riakumizzato in Mr. Piccione, ma con il potere di trasformare in piccione chiunque venga toccato dai suoi volatili. È il primo parigino a cui Ladybug dona il primo Magical Charm.

### Clara Nightingale
Doppiata in francese da Clara Soares e in italiano da Monica Volpe.
È una giovane cantante che nella seconda stagione viene akumizzata in Frightningale dopo che il suo nuovo video-clip viene fermato dal sindaco. Trasforma le persone in statue, a meno che non siano capaci di ballare o parlare in rima. Il personaggio è basato sulla cantante statunitense Laura Marano.

### Philippe
Doppiato in francese da Philippe Candeloro e in italiano da Francesco Pezzulli.
È un pattinatore che viene akumizzato in Frozer dopo che la sua pista di pattinaggio rischia di essere chiusa, e ha il potere di congelare qualsiasi cosa con i suoi pattini. Il personaggio è basato sul pattinatore francese Philippe Candeloro.

### Penny Rolling
Doppiata in francese da Marie Chevalot e in italiano da Federica De Bortoli.
È l'assistente di Jagged Stone, nonché innamorata di lui. Nella seconda stagione, dopo aver perso la pazienza a causa delle pressioni di Jagged, Bob Roth, Alec e Marinette, viene akumizzata in Piantagrane, una supercattiva con il potere di passare da tangibile a intangibile cliccando il pulsante della sua penna. Nella quinta stagione lei e Jagged stanno ufficialmente insieme e dopo che quest'ultimo rinuncia alla carriera di rock star parte insieme al figlio Luka e al coccodrillo Fang, in un viaggio per il mondo. Tornerà nel finale della quinta stagione per affiancare la Resistenza a combattere i Miraculizzati e si scopre che mentre era in viaggio ha incontrato Su-Han e lei, Jagged, Luka e Fang sono diventati apprendisti-guardiani addestrati da Su-Han in persona.

### Robert "Bob" Roth
Doppiato in francese da Gilbert Levy e in italiano da Paolo Maria Scalondro.
È un uomo d'affari proprietario della Bob Roth Records interessato unicamente ai soldi. Inizialmente era il produttore di Jagged Stone, che costringeva il cantante a fare musica con XY, ma Jagged si rifiuta e alla fine si licenzia. È anche il regista del film che la classe di Marinette gira in Queen Banana, venendo per un pezzo obbligato dal sindaco e da Chloé a modificare la storia secondo i capricci di Chloé e poi lavorando secondo il progetto originale.
In Silencer si scopre che è il padre del cantante XY, che lo asseconda in tutte le sue idee e a cui non ha mai insegnato alcuna etica morale poiché gli permette sempre di rubare le idee di altri cantanti.
In Ephemeral, dopo aver perso un centesimo, Bob viene akumizzato da Falena Oscura in Moolak, un supercattivo d'oro che trasforma chiunque in monete che raccoglie all'interno della sua cassaforte con lui dentro.
In Migrazione, Monarch lo akumizza in Gold Record, un uomo tutto d'oro che può usare il suo disco in vinile per trasformare chiunque in dischi che riproducono cantando i loro segreti più intimi, e riceve il potere del Teletrasporto del Miraculous del Cavallo. Una volta liberato dalla Mega Akuma Ladybug prova a regalargli un Magical Charm ma lui lo rifiuta.
In Sublimation, Caroline cerca di far sponsorizzare la figlia da lui in modo che possa partecipare alle olimpiadi. Ma quando Sublime fallisce la prova a causa di Ladybug, decide di non essere più il suo sponsor. Solo quando Caroline verrà deakumizzata, e Sublime rifà la corsa, deciderà di sponsorizzarla, ma quando fa una richiesta assurda alla ragazza che non si poteva fare, la famiglia rifiuteranno il suo sponsor.

### André
Doppiato in francese da Thierry Kazazian e in italiano da Gerolamo Alchieri.
È il gelataio più famoso di Parigi. Si dice che i suoi gelati facciano innamorare le persone e lui ne è fermamente convinto, abbastanza da offrire il suo gelato solo alle coppie o alle persone innamorate, ma non ai single, ed non accetta la facenda quando le persone che non mangiano o non apprezzino i suoi gelati o che qualcuno che afferma che sono innamorati di qualcun altro. Viene akumizzato in Gelatone, un supercattivo simile a un pupazzo di neve ma fatto di gelato con il potere di tramutare le persone in gelato.
In Gelatone 2, quando è convinto che Ladybug e Chat Noir siano fatti l'uno per l'altra e Ladybug lo nega, viene riakumizzato da Falena Oscura in Gelatone. Più avanti nello stesso episodio, dopo essere arrivato a credere che Marinette e Chat Noir si stiano frequentando, credendo che i suoi gelati non funzionano, viene nuovamente akumizzato in Gelatone. Riceve anche un Magical Charm da Ladybug che gli impedisce di essere akumizzato di nuovo.
In Esaltazione, dopo essere stato nuovamente convinto che Marinette e Chat Noir si stanno frequentando, viene nuovamente akumizzato da Monarch in Gelatone, potenziandolo con il potere dell'Esaltazione del Miraculous della Tigre. Riceve anche un nuovo Magical Charm da Ladybug dopo che il suo primo è stato distrutto, nel tale episodio afferma che non offre il gelato alle persone che non sono innamorate.

### Anne-Jeanne Théoxanne Du Bocquale
È una scienziata intelligente, essendo in grado di riportare in vita i dinosauri e successivamente creare degli ibridi con le ali di piccioni. A volte, non riflette sulle sue decisioni, come si vede in Rocketear, quando si chiede se sia stata una buona decisione riportare indietro i dinosauri tuttavia non smette di fare esperimenti. Ogni tanto si intrattiene con Markov, in Hack-San, l'amico robot di Max Kanté, a parlare di formule scientifiche.

### "Babbo Natale"
Doppiato in francese da Martial Le Minoux e in italiano da Gerolamo Alchieri.
È un saggio uomo vestito da Babbo Natale che, durante la sera della vigilia di Natale, cerca di consolare Adrien, quando questo arrabbiato dalla freddezza di suo padre, era scappato di casa. Per un equivoco, Ladybug aggredisce l'uomo pensando che fosse un supercattivo ed egli, turbato, viene davvero akumizzato in Babbo Mostro e i suoi muli in renne che sputano un gas verde puzzolente, ha il potere di distribuire regali terribili e rovinare il Natale. Alla fine viene deakumizzato e partecipa insieme a tutti gli altri alla cena di Natale a Villa Agreste. Riappare nell'episodio Chris Master della terza stagione, come il vero Babbo Natale, anche se nonostante l'aspetto uguale non sono la stessa persona dato che questo Babbo Natale è stato portato in vita dalla sfera di vetro di Natale, dai poteri di Chris Master. Aiuta Ladybug a fermare Chris Master concedendole di ricevere il suo regalo di Natale in anticipo essendo lei la prima della lista e la più educata del mondo.

### Marianne Lenoir
Doppiata in francese da Jeanne Chartier e in italiano da Alessandra Chiari.
È una vecchia fiamma del Maestro Fu, ora anziana. Appare nella terza stagione dove, dopo aver letto la lettera sbagliata fraintende pensando che Fu non l'ami più e viene per questo akumizzata in Viceversa erroneamente chiamata Nostalgia, che ha il potere di far tornare indietro qualsiasi oggetto o persona tocchi con la sua spada, assorbendo il tempo per diventare più forte e riunirsi con Fu. Si dimostra a conoscenza del ruolo di guardiano di Miraculous del maestro e di tutto ciò che riguarda i Miraculous. Nel finale della terza stagione torna momentaneamente a Parigi per viaggiare con Fu e finalmente stare con lui, nonostante sia consapevole che il Maestro non si ricordi più niente. Torna con lui a Parigi in Furioso Fu dove a causa della maleducazione di Su-Han nei suoi confronti Fu viene akumizzato, ma grazie al suo aiuto riesce a prendere per Ladybug l'oggetto akumizzato e a liberare il suo amato dal controllo di Falena Oscura.

### Su-Han
Doppiato in francese da Gautheir Battoue e in italiano da Francesco De Francesco.
Su-Han è un Guardiano Celeste dell'Ordine dei Guardiani. Era il monaco incaricato di vegliare sulla Miracle Box Cinese prima del Maestro Fu finché non venne divorato dal Sentimostro assieme alle altre Miracle Box, il tempio e l'Ordine dei Guardiani.
Dopo che il tempio è stato ripristinato da Labybug in Divoratore, Su-Han si è recato a Parigi per reclamare la Miracle Box, ma alla fine ha deciso di lasciarla a Marinette in prova dopo aver visto il suo valore e aver capito che i tempi sono cambiati.
Per un breve periodo risiedeva a Parigi, vegliava da lontano su Marinette abituandosi al mondo moderno. Dopo aver visto che Monarch si è impossessato di tutti i Miraculous, affronta Ladybug e Chat Noir, ma rendendosi conto che è stato distratto dal mondo moderno invece di svolgere il suo ruolo di Guardiano, parte per il Tibet per chiedere rinforzi per aiutare Ladybug e Chat Noir. Tornerà nel finale della quinta stagione per affiancare la Resistenza a combattere i Miraculizzati, assieme a Luka, Jagged, Penny e Fang che, mentre erano in viaggio si sono imbattuti in Su-Han e lui li ha addestrati facendoli diventare apprendisti-guardiani.

### Socqueline Wang
Doppiata in francese da Laura Préjean.
Socqueline è una studentessa del Liceo Claude Monet ed ex compagna di scuola di Marinette oltre che sua vecchia amica, che difendeva sempre ogni volta che Chloè faceva la prepotente. Nel flashback visto in Derisione ha mandato Chloé dal preside per l'ennesima cattiveria della ragazza nei confronti di Marinette, ma nonostante Damocles stava per dare ragione a Socqueline, Chloé, minacciando di chiamare il padre, non è stata punita e ha ottenuto che Socqueline venisse sospesa le ultime due settimane di scuola. Aiuta i suoi genitori che hanno un negozio di arti e mestieri. Inoltre è una ginnasta che ha vinto i campionati per tre anni di fila ed è esperta di taekwondo. Socqueline è un'adolescente energica che si oppone con forza ai bulli e alle ingiustizie, è anche una fan di Adrien e anche di Ladybug, tanto che si traveste da lei e finge di essere lei, ignara di mettersi in grave pericolo. Il suo più grande desiderio è aiutare Ladybug e Chat Noir ma dopo che in Giubilo si mette nei guai con Monarch a causa del suo anello Alliance, che pensava che fosse Ladybug, si ferma.

### Sublime Bartlett
Una nuova studentessa proveniente dal Belgio trasferita a Parigi con la madre allenatrice. Sublime porta delle protesi a entrambe le gambe ma nonostante questo è un'ottima para-atleta di corsa che ha vinto le gare di 100 e 400 metri, parla cinque lingue e suona tre strumenti musicali, inoltre è una ragazza paziente, gentile e comprensiva. Quando Marinette tenta goffamente di fare amicizia con lei, Sublime non si infastidisce e aspetta che Marinette trovi il coraggio per parlarle.
I suoi genitori sono divorziati e lei vive con sua madre; suo padre lavora alla costruzione delle sue protesi, mentre sua madre le fa da allenatrice, nonostante ciò si allena al limite delle sue capacità dimostrandosi una ragazza indipendente, capace di superare gli ostacoli con creatività e innovazione. Ma la pressione di sua madre unita alla ricerca di uno sponsor che le permetta di partecipare alle olimpiadi l'hanno portata a sviluppare attacchi d'ansia e durante una prova con la presenza di Bob Roth, e per un errore di Ladybug, fallisce la prova, rompendosi le sue protesi e sua madre viene akumizzata in Sublimation. Grazie a Ladybug e con le scuse di quest'ultima riacquista fiducia in sé, battendo il suo record nella prova e con l'appoggio dei suoi genitori decide di cercare un altro sponsor, che non la sfrutti, e la sua famiglia si rivolge a Tomoe Tsurugi.

### Raúl Bruel
È il padre di Ivan, un noto criminale un tempo conosciuto come "El Toro"; questi è passato molto tempo in prigione per le sue precedenti azioni criminali, mentre suo figlio è stato cresciuto dalla nonna paterna. Quando la signorina Bustier avvia il programma per i carcerati "Nuova Occasione" Raúl viene assegnato al Museo del Louvre, come addetto alla sicurezza ma invece di provare a redimersi tenta di coinvolgere suo figlio nel rubare la Monna Lisa. Ivan non volendo diventare come lui non prende parte al piano e lascia una lettera in cui spiega come si sente e che cosa vorrebbe. Raúl deluso dal figlio che definisce "troppo tenero" si fa akumizzare da Chrysalis in Toro De Piedra, con il potere di trasformare le persone in tori di pietra quando vengono colpite dalla sua frusta. Alla fine viene sconfitto da Ladybug, Chat Noir e da suo figlio nei panni di Minotaurox e anche se la gente Roger vorrebbe riportarlo in prigione Ladybug e lo convince a dargli un'altra occasione, e lo stesso gli consiglia di fare Minotaurox che gli consegna la lettera da parte di suo figlio. Capendo di aver sbagliato promette di essere il padre che Ivan si aspetta.

## Personaggi di Shanghai - La leggenda di Ladydragon

### Fei Wu / RenRen
Fei Wu è una ragazza che pratica le arti marziali che appare in Miraculous Shanghai. È la figlia adottiva di Wu Shifu, impara il kung fu e i valori sotto di lui per diventare la Guardiana della Grotta Sacra. Dopo che Shifu viene ucciso e il braccialetto che ha affidato a Fei è stato rubato, Fei diventa una ladra per pagare Cash per informazioni sull'assassino di suo padre. Dopo aver incontrato Marinette, rinuncia a questo stile di vita. Dopo aver rivendicato il Prodigious che Shifu stava proteggendo, si trasforma in RenRen, acquisendo la capacità di vedere creature chiamate Renlings. RenRen è anche in grado di trasformarsi in otto animali diversi, a condizione che possieda il valore che essi rappresentano. Le sue trasformazioni includono: Lady Mantis (si trasforma in una mantide quando prova Pazienza), Lady Bear (si trasforma in un orso quando prova Calma), Lady Monkey (si trasforma in una scimmia quando prova Compassione), Lady Eagle (si trasforma in un'aquila quando prova Fiducia), Lady Horse (si trasforma in un cavallo quando prova Onore), Lady Tiger (si trasforma in una tigre quando prova Disciplina) Lady Snake (si trasforma in un serpente quando prova Coraggio) e Ladydragon (si trasforma in un drago orientale quando ha il senso della Giustizia) e quando si trasforma acquista tutte le abilità naturali degli animali: come la capacità di controllare gli elementi naturali del drago orientale. Dopo aver sconfitto Cash, Fei va a vivere con Wang Cheng.
Nel finale della quinta stagione per fermare la minaccia dei Miraculizzati assieme agli Eroi Uniti vola a Parigi per aiutarli a distruggere gli anelli Alliance.
Gli unici a sapere della sua identità segreta sono: Marinette, Adrien, Plagg, Tikki, i Renlings, Mei Shi, Cash, Gabriel, Nooroo, Alix, Alix del futuro venticinquenne, Alix del futuro settantenne, Fluff e i due Fluff del futuro.

### Renlings
I Renlings sono esseri simili a folletti che appaiono in Miraculous Shanghai. Sono "cugini" dei Kwami e rappresentano le virtù del mondo umano. Concedono a chiunque brandisca il Prodigious la capacità di trasformarsi negli animali a cui assomigliano purché possiedano i valori che rappresentano. Sono costituiti da:
- Long Long: il Renling della Giustizia, permette di trasformarsi in un Drago Orientale capace di volare e di controllare gli elementi naturali.
- She She: il Renling del Coraggio, permette di trasformarsi in un Serpente.
- Xiong Xiong: il Renling della Calma, permette di trasformarsi in un Orso.
- Hou Hou: il Rengling della Compassione, permette di trasformarsi in una Scimmia.
- Hu Hu: il Renling della Disciplina, permette di trasformarsi in una Tigre.
- Ma Ma: il Renling dell'Onore, permette di trasformarsi in un Cavallo.
- Ying Ying: il Renglin della Fiducia, permette di trasformarsi in un'Aquila.
- Tang Tang: il Rengling della Pazienza, permette di trasformarsi in una Mantide.

### Mei Shi
Mei Shi è il protettore simile a un leone del Prodigious che appare in Miraculous Shanghai. Inizialmente, appare come una statua simile a un Komainu guardiano umanoide, giudicando chiunque rivendichi il Prodigious della propria dignità. Successivamente, assume la sua vera forma di una piccola creatura simile a un Kwami e inizia ad accompagnare RenRen. La sua forma akumatizzata è YanLouShi (YanWoShi in originale), una versione titanica rossa di se stesso che ha la capacità di distruggere qualsiasi cosa con i suoi laser. YanLouShi è il secondo cattivo akumatizzato ad agire contro Papillon dopo Robostus.

### Cash
Cash è un avido boss del crimine che possiede un banco dei pegni a Shanghai. Debutta ufficialmente in Miraculous Shanghai. Prima degli eventi della serie, è stato responsabile della morte di Wu Shifu, della distruzione della sua scuola e del furto del braccialetto di Fei, che ha successivamente venduto a Nathalie per conto di Gabriel. Successivamente chiede a Fei di rubare per lui in cambio di informazioni sull'assassinio di suo padre. Tuttavia, Fei alla fine lo lascia quando cerca di convincere Marinette a ricomprare le sue cose nel suo negozio, ad un prezzo esagerato. Nei panni di RenRen, decide di consegnare Cash alla giustizia, ma ritorna brevemente in Miraculous New York. La sua forma akumatizzata è King Cash, un uomo di terracotta dorata il cui ventaglio può tagliare qualsiasi cosa con le sue lame d'argento ed è implicito che trasformi le cose in oro con la sua lama d'oro.

## Personaggi di New York - Eroi Uniti

### Olympia Hill / Majestia
Olympia è la leader degli Eroi Uniti. È gentile e compassionevole e uno degli eroi più potenti degli Stati Uniti, in possesso di forza, invulnerabilità e volo senza rivali e dicendo tipicamente che "È proprio l'inerzia delle persone buone a permettere che i malvagi trionfino" diventando l'idolo di Alya. È la creatrice e madre di Uncanny Valley ed è impegnata in una relazione con Barbara Keynes ovvero Knightowl. Ha una sorella gemella di nome Ignoblia che sarà una futura nemica di Ladybug e Chat Noir.
Tutti conoscono la sua identità segreta.
(È descritta da Thomas Astruc come una fusione tra Supergirl, Wonder Woman e il suo design ricorda artisti del calibro di Captain Marvel, Power Girl e Supergirl.)

### Barbara Keynes / Knightowl (maschio) / Knightowl (femmina)
È un supereroe a tema gufo e un membro degli Eroi Uniti di cui Denis Damoclès è un grande fan. È molto severa e segue un rigido codice etico, diventando sempre più frustrata con chiunque infranga le sue regole o non sembri prendere sul serio i supereroi, come Ladybug e Chat Noir e persino sua figlia, Jessica Keynes, sua assistente come Sparrow. Anche così, è in grado di rispettare coloro che si dimostrano validi, permettendo a Sparrow di avere più indipendenza quando diventa Eagle. Ha una relazione con Olympia Hill ovvero Majestia. Come rivelato verso la fine dello speciale, Barbara è in realtà l'ultima incarnazione di Knightowl, poiché il mantello è stato tramandato da generazioni e come tale nasconde il suo genere mentre è in costume. Quando era Knightowl ha un modulatore vocale sotto la maschera che rende la sua voce mascolina. 
Dopo aver cambiato outfit in quello femminile, decise che tutti devono sapere la sua identità segreta.
(Il suo costume e il suo comportamento sono presumibilmente basati su Batman e Gufo Notturno, mentre il suo design civile è modellato sulla doppiatrice inglese di Marinette, Cristina Vee. Alla fine della quinta stagione si scopre che ha cambiato il suo costume in una versione femminile).

### Jessica Keynes / Sparrow / Eagle
Jessica è la figlia di Barbara. È la spalla di Knightowl, anche se desidera essere trattata come una vera eroina. Dopo aver ricevuto il Miraculous dell'Aquila, si trasforma in Eagle. La sua arma è un Bullroarer e il suo potere speciale "Liberazione" le permette di rilasciare delle piume in grado di liberare le persone da tratti della personalità o limiti autoimposti che limitano il loro pieno potenziale. Prima del suo debutto ufficiale, una versione diversa di Sparrow era stata originariamente concepita come membro dei Quantic Kids, una squadra di supereroi adolescenti di cui Ladybug e Chat Noir facevano parte nella prima produzione della serie, sebbene l'intero concetto fosse alla fine ignorato.
Gli unici a sapere della sua identità segreta sono: Aeon, Barbara, Olympia, Marinette, Adrien, Plagg, Tikki, Liiri, il Guardiano Nativo Americano, Alix, Alix del futuro 25enne, Alix del futuro 70enne, Fluff e i due Fluff del futuro.
(Come il modo in cui Knightowl è presumibilmente basato su Batman, Sparrow è presumibilmente basato sul compagno di Batman, Robin; in particolare, l'incarnazione di Dick Grayson e Eagle è basata sul personaggio del supereroe indipendente di Robin Nightwing. Come Knightowl, Jessica nelle vesti di Sparrow ha un modulatore vocale sotto la maschera che rende la sua voce mascolina.)

### Aeon / Uncanny Valley
Aeon è una supereroina androide. È la creazione di Majestia e la migliore amica della "sorella" Jessica Keynes. È in grado di volare, sparare laser e hackerare la tecnologia; non essendo un essere vivente, non risente della magia dei Miraculous in modo da riconoscere i due ragazzi anche se alla fine si cancella la memoria delle loro identità.
Gli unici a sapere della sua identità segreta sono: Olympia, Barbara, Jessica, Marinette, Adrien, Plagg, Tikki, Liiri, il Guardiano Nativo Americano, Alix, Alix del futuro 25enne, Alix del futuro 70enne, Fluff e i due Fluff del futuro.

### Camilla Hombee
Camilla è la presidentessa degli Stati Uniti e una supereroina patriottica che è anche membro degli Eroi Uniti. Brandisce uno scudo e ha accesso a numerose armi militari nascoste in tutta New York City. 
(Il suo design e l'uso di uno scudo sono presumibilmente basato su Captain America. Il suo nome completo è un anagramma di Michelle Obama.)

### Dean Gate / Door Man
Dean Gate è un supereroe membro degli Eroi Uniti. Possiede la capacità di trasformare qualsiasi porta in un portale che collegherebbe qualsiasi luogo del mondo. Nella sua identità civile, Dean Gate è un professore alla Armstrong High School.

### Mike Rochip / Techno Pirate
Mike Rochip è un supercriminale, ossessionato dal furto di tecnologia e ha una forza sovrumana e abilità tecnopatiche. La sua forma akumatizzata è Techlonizer, che può spegnere la tecnologia e usarne le capacità per se stesso. Successivamente usa il Miraculous dell'Aquila per diventare Miraclonizer dove è in grado di volare e usare il suo potere di Liberazione.

### Guardiano Nativo Americano
È un membro dell'Ordine dei Guardiani, come guardiano della Miracle Box nativa americana. Appare brevemente alla fine dello speciale per affrontare Eagle e Uncanny Valley e reclamare il Miraculous dell'Aquila, ma viene convinto di rimanere a New York e creare una nuova generazione di eroi.
I Miraculous presenti sono:
- Thunderbird
- Falco
- Aquila
- Gufo
- Corvo
- Picchio
- Oca
- Orso
- Salmone
- Castoro
- Cervo
- Bisonte
- Lontra
- Lupo
- Unktehila

Animali dello Zodiaco Nativo Americano.

## Personaggi di Parigi - Le storie di Shadybug e Claw Noir

### Marinette Dupain-Cheng / Shadybug / Ladybug
Doppiata in francese da Anouck Hautbois
È la variante di Marinette proveniente dal 2º Universo. A differenza di quest'ultima usava il Miraculous della Coccinella per scopi negativi facendosi chiamare Shadybug (Toxinelle in originale). È stata vittima di bullismo a scuola e non possiede la famiglia allegra che ha la Marinette del 1º universo. Insieme al partner Claw Noir volevano rubare il Miraculous della Farfalla di Betterfly per darlo al Supremo. Quando scopre che si può esprimere un desiderio unendo i Miraculous della Coccinella e del Gatto Nero, ruba l'anello a Claw Noir, scoprendo la sua identità e si ritrasforma davanti a lui, rivelandosi. Tenta poi di esprimere il desiderio di vivere la vita della Marinette del 1º universo al posto suo, ma fallisce a causa del sigillo messo dal Supremo. Si allea poi con Monarch per rubare il Miraculous della Farfalla preso da Ladybug, alla fine cambierà atteggiamento con l'aiuto della sua controparte e cambierà il suo outfit e il suo nome in Ladybug.
Gli unici ha sapere della sua identità segreta sono: Supremo, Nooroo, Tikki, Plagg e Adrien del suo universo e Plagg, Tikki, Marinette, Alya, Alix, Alix del futuro venticinquenne, Alix del futuro settantenne, Fluff e i due Fluff del futuro del 1º Universo.

### Adrien Agreste / Claw Noir
Doppiato in francese da Benjamin Bollen
È la variante di Adrien proveniente dal 2º Universo, a differenza di quest'ultimo usava il Miraculous del Gatto Nero per scopi negativi facendosi chiamare Claw Noir (Griffe Noire in originale). Dopo la morte della madre è diventato burbero e distaccato, insieme alla partner Shadybug volevano rubare il Miraculous della Farfalla di Betterfly per darlo al Supremo. In camera della Marinette del 1º universo Shadybug gli ruba il Miraculous, facendolo ritrasformare e scopre la sua vera identità, poi Adrien scopre la vera identità di Marinette quando lei si ritrasfroma. Si allea poi con Monarch per rubare il Miraculous del Gatto Nero a Chat Noir, alla fine cambierà atteggiamento con l'aiuto della sua controparte e cambierà il suo outfit.
Gli unici ha sapere della sua identità segreta sono: Supremo, Plagg, Tikki e Marinette del suo universo, Tikki, Plagg, Adrien, Alix, Alix del futuro venticinquenne, Alix del futuro settantenne, Fluff e i due Fluff del futuro del 1º Universo.

### Gabriel Agreste / Betterfly
Doppiato in francese da Antoine Tomé 
È la variante di Gabriel Agreste proveniente dal 2º Universo. A differenza di quest'ultimo, dopo la morte di Émilie causata dall'utilizzo dal Miraculous del Pavone, usa il Miraculous della Farfalla per scopi positivi, diventato Betterfly (Hesperia in originale), che lo usa per kamikotizzare le persone per farle diventare supereroi in grado di combattere Shadybug e Claw Noir, alla fine con l'aiuto di Ladybug e Chat Noir riesce a farli cambiare il loro atteggiamento. Viene kamikotizzato da Ladyfly in Ange Gardien, una figura angelica che ha il potere di proteggere le persone dagli attacchi, rendendole invulnerabili.
Gli unici a sapere della sua identità segreta sono: Supremo e Nooroo del suo universo e Alix, Alix del futuro venticinquenne, Alix del futuro settantenne, Fluff e i due Fluff del futuro del 1º Universo.

### Nooroo (2º Universo)
Doppiato in francese da Martial Le Minoux
È il Kwami di Gabriel Agreste del 2º Universo, grazie ai suoi poteri li permette di trasformarlo in Betterfly, in modo che permette di kamikotizzare le persone in supereroi.

### Tikki (2º Universo)
Doppiata in francese da Marie Nonnenmacher
È il Kwami di Marinette del 2º Universo, veniva usata a scopi negativi da Shadybug, aveva un sigillo magico nella bocca per impedirle di parlare, alla fine verrà liberata dal sigillo quando Marinette cambia il suo carattere.

### Plagg (2º Universo)
Doppiato in francese da Thierry Kazazian
È il Kwami di Adrien del 2º Universo, veniva usato a scopi negativi da Claw Noir, aveva un sigillo magico nella bocca per impedirgli di parlare, alla fine verrà liberato dal sigillo quando Adrien cambia il suo carattere.

### Alya Césaire (2º Universo)
Doppiata in francese da Fanny Bloc
È la variante di Alya proveniente dal 2º Universo, è un'alleata di Betterfly e viene kamikotizzata in Obiquity, che ha il potere di connettersi con le altre Alya degli universi paralleli, per prendere il controllo dei corpi, in modo di far viaggiare cose e persone attraverso i suoi portali.

### Nino Lahiffe (2º Universo)
Doppiato in francese da Alexandre Nguyen
È la variante di Nino proveniente dal 2º Universo, è un alleato di Betterfly ed è fidanzato con la Alya del suo universo, è stato trattato male da Adrien. Combatte usando un'arma da fuoco.

### Max Kanté (2º Universo)
Doppiato in francese da Martial Le Minoux
È la variante di Max proveniente dal 2º Universo, è un alleato di Betterfly e comunica attraverso il Markov del suo universo.

### Placide I.T. (2º Universo)
È la variante di Placide proveniente dal 2º Universo, è la guardia del corpo del Adrien del suo universo e l'autista della famiglia Agreste.

### Chloé Bourgeois (2º Universo)
È la variante di Chloé proveniente dal 2º Universo, viene solo menzionata da Shadybug, che dice che l'ha bullizzata e fatta soffrire per anni.

### Supremo
È un'entità enigmatica che governa l'universo alternativo di Betterfly, Claw Noir e Shadybug. Non si sa chi o cosa sia il Supremo, tuttavia possiede tutti i Miraculous esistenti e fa in modo che nessuno al mondo sappia della loro esistenza, motivo per cui nell'universo alternativo nessuno crede nei supereroi. A quanto pare è spaventato perché si affida ai potenti del mondo per poter fare quello che vuole lui. Da quel che si è capito, usa le persone ricche e influenti del mondo per riscattare i vizi, a volte affidando a loro dei Miraculous in prestito. È stato in grado di posizionare un suo sigillo magico di protezione su tutti i Miraculous e sulle bocche dei Kwami per impedire loro di parlare, riuscendo a voltare i gioielli magici a suo favore. Anche su Tikki e Plagg, per impedire che possano unirsi in Gimmi ed esaudire un desiderio, anche se si trova in un altro universo, dimostrando che nell'universo alternativo non si può modificare la realtà perché il Supremo è la realtà stessa.